# 盟軍空襲日本
第二次世界大战期间，盟军多次空袭日本，重创该国城市并造成24.1至90万人丧生。太平洋战争爆发后，盟军起初仅在1942年4月发动杜立特空袭，1943年中期又小规模打击千島群島的军事目标。1944年6月，盟军开始战略轰炸日本直到1945年8月战争结束，而且1945年还曾出动海军和陆基战术空军部队袭击目标。
美军1944年中期开始发动对日空战，在战争最后几个月达到高潮。太平洋战争爆发前美国就已制订空袭日本的计划，但直到能执行远程任务的B-29超級堡壘轟炸機投入战斗后才落实。1944年6月至1945年1月，驻印度基地的-29轰炸机以中国境内基地为跳板，共九次袭击日本西部目标，但收效甚微。1944年11月盟军通过马里亚纳群岛战役控制马里亚纳群岛并建立基地，此后战略轰炸行动频率和规模激增。盟军起初采用日间高空投弹“精确”轰炸工业设施，但成效不彰。考虑到日本大部分工业生产是在小作坊或民宅完成，美军1945年2月开始在夜间低空向城市投掷燃烧弹，焚毁大片城区。1945年间，盟军飞机频繁从航空母舰或琉球群岛出动袭击日本目标，为原计划1945年10月开始攻入日本本土打基础。1945年8月初，美军用原子弹摧毁廣島市和长崎市。
日本军事和民事防护无力阻止盟军攻势，负责防卫本土的战斗机和高射炮不足，而且基本无法攻击-29轰炸机飞行高度。燃料短缺、飞行员训练不足，各部队缺乏协调同样导致战斗机部队效率低下。日本城市本就难以抵御燃烧弹轰炸，消防队又缺乏训练和装备，为平民建造的防空洞太少更令局势雪上加霜。美军-29轰炸机能够轻易重创日本城区，而且绝大部分飞机都能全身而退。
盟军空袭是1945年8月中旬日本政府决定投降的重要原因，但空袭日本城市之举是否人道的争论经久不息，动用原子弹尤具争议。学界最常引用的文献认为盟军空袭共造成日本33.3万人丧生，47.3万人受伤，其他文献估计死亡人数在24.1至90万人范围。除导致大量平民伤亡外，盟军空袭还令日本工业生产大幅回落。

## 背景

### 美国作战计划
美國陸軍航空兵團（1942年2月纳入美國陸軍航空軍）早在1940年就开始制订对日空战的应急计划。据美國駐日大使館海军武官同年汇报，日本民防薄弱，军方提议派美国飞行员组建志愿军与中方合作，投身中国抗日战争。1941年下半年，美军志愿人员组成的飛虎隊（中华民国空军美籍志愿大队）驾驶P-40戰鷹戰鬥機开始加入中華民國空軍作战。同年美国又组建新大队从中国基地出动哈德遜式轟炸機和A-20浩劫攻擊機空袭日本。1941年12月7日日本偷袭珍珠港，美国对日宣战，美方志愿人员无需再秘密行动。但是，1941年11月离开美国的第二志愿大队人数不多，美国宣战后便转移到澳大利亚。
太平洋战争爆发后，日本起初战果辉煌，美国之前制订的袭击日本列島计划作废，而且多次尝试从中国基地发动小规模对日空战未果。战争爆发前，美国陆军航空军计划从威克島、關島、菲律宾和中国沿海轰炸日本。日军迅速攻占上述地区，1941年12月8日袭击克拉克空军基地更摧毁美国陆军航空军驻菲律宾的大部分重型轰炸机。1942年3至4月，美国陆军航空军计划派13架重型轰炸机从中国起飞袭击日本列岛，但因日本占领缅甸引发的后勤隐患、同时中华民国领导人蒋介石又不同意美国使用他控制的机场，美方轰炸机飞到印度后只能就地待命。1942年5月，美军派13架B-24重型轰炸机飞往中国作战，但很快又受命赶赴地中海戰場支援盟军對抗意大利皇家海軍。1942年7月，飞虎队队长陳納德上校要求组建100架P-47戰鬥機和30架B-25米切尔型轰炸机的部队，认为这就足以“摧毁”日本飞机制造业。三个月后，陈纳德又向美国总统富兰克林·德拉诺·罗斯福汇报，宣称105架现代战斗机和40架轰炸机（其中重型轰炸机12架）就能在六至十二个月内“打垮日本”。美国陆军航空军认为他的看法不切实际，陈纳德的增援要求未获批准。

### 太平洋战争爆发前的日本防御

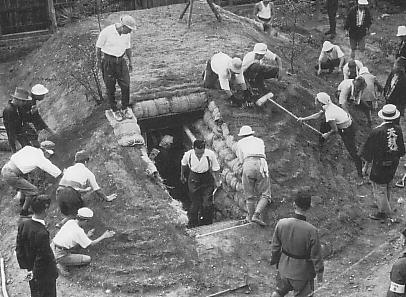
1940年9月，日本正修筑防空洞

战争爆发前，大日本帝国政府防御本土空袭的战略重点考虑消灭敌方空军基地，还认为苏联驻俄羅斯遠東地區的战机威胁最大。日军计划一旦与苏联开战就马上摧毁本土周边范围空军基地。太平洋战争爆发后，日本政府认为防范美军空袭的最佳手段是占领中国及太平洋地区，让美军没有合适地点发动空袭。日军虽然有把握守御这些地区，但也知道盟军还能利用航空母舰出动海军战机小规模空袭本土。日本工业资源不足以在维持中国和太平洋空军攻势的同时从容应对盟军空袭本土，政府决定不在空防上投入大量资源。
太平洋战争爆发之初，日本列岛驻扎的空军和高射炮部队很少。1941年7月成立的大日本帝国防卫总司令部负责监督本土防御，但本土所有作战部队都划入北部军、东部军、中部军和西部军四大军区，由陆军省直接统领。防卫总司令部的实际职能只是协调最高军事决策机构大本营与各军区通讯。
1942年初，负责防御日本的兵力包括一百架陆军飞行战队战斗机，两百架海军航空队战斗机，其中许多都是过时机型；另有七百挺高射炮，其中陆军五百挺，海军两百挺。驻守本土的陆军飞行战队和海军部队大多只是训练机队，抵抗盟军袭击的能力有限。陆军在组建雷达站期间成立军民观察哨网，针对空袭提前发警报。防空体系的指挥和控制混乱，陆军飞行战队和海军彼此缺乏通讯和协调，导致部队无法应对突袭。
日本城市民防薄弱，而且城市设计极易遭受燃烧弹重创。城区通常十分拥挤，大部分建筑是用纸、木等易燃材料打造。此外，城区工业和军事设施周围往往是人口密集的住宅区。绝大多数城市没有职业消防員，全靠志愿者灭火，消防队还缺乏现代消防装备，灭火方法过时。东京和大阪自从1928年起就开始举办空袭演习，日本政府自1937年起就要求地方政府向平民提供应对空袭指导手册。太平洋战争爆发前，日本列岛修建的防空洞及其他民用空防设施很少。

## 早期空袭

### 中国空袭
中国抗日战争爆发后，中華民國空軍于1938年5月19日出动两架B-10轟炸機在长崎市、福岡市、久留米市、佐賀市及九州其他多地投放政治宣传传单。这些传单对日本民众没有影响，但表明中國有能力小规模空袭日本列岛。日军事后误以为中华民国空军的战机能够从2100公里外发动空袭，并在1939年中国军队反击前采取措施防范针对日本西部的潜在袭击。

### 杜立特空袭

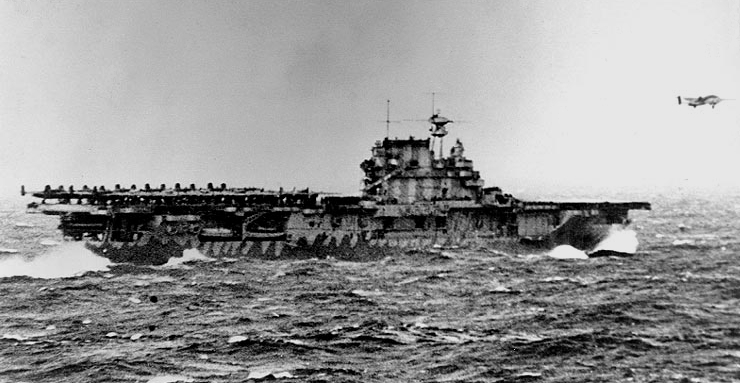
1942年4月18日，B-25米切尔型轰炸机从大黄蜂号航空母舰起飞

1942年4月中旬，美国陆军航空军首度空袭日本。此次行动的主要目的是对日本偷袭珍珠港还以颜色，提升美方士气。美军用大黄蜂号航空母舰把十六架-25米切尔中型轰炸机运抵足以打击日本列岛的海域，飞机在4月18日起飞，各自轰炸东京都、横滨市、橫須賀市、名古屋市和神户市的目标。日本防空部队猝不及防，美军16架飞机都未遭受严重损伤并撤往中国和苏联，但有多架飞机耗尽燃油后在日占区坠毁。日本共有五十人死亡，四百余人受伤，约两百套房屋被毁。
杜立特空袭没有造成什么破坏，但影响很大。美国士气大振，盛赞负责行动的詹姆斯·哈羅德·杜立德中校是英雄。日本空防如此薄弱，军方领导人痛定思痛，把太平洋地区四个战斗机飞行中队召回本土负责防御。大日本帝国海军为确保美国海军未来不能再度发动空袭而在太平洋主动出击，结果在中途岛海战惨败。杜立特空袭的美军飞机原计划在中国中部机场降落，日本陆军发动浙赣战役，最终占领这些地区并导致25万中国军人和平民丧生，其中的平民伤亡大多属战争罪。机场被毁及大量人员伤亡导致中国战争局势急剧恶化。大日本帝国海军还开始研发能够携带燃烧弹和人员杀伤炸弹的长距离气球炸弹，希望从本土直接攻击美国。

### 轰炸千岛群岛
杜立特空袭过后，美军又在1943年中期袭击千島群島。1943年5月，美方通过阿留申群島戰役解放阿拉斯加州阿图岛，为陆军航空军打击千岛群岛提供必要基地。为解放阿留申群岛的基斯卡島，美国第十一航空队多次袭击千岛群岛，防止日本在此驻守空战部队。7月10日，美军首次出动八架-25米切尔型轰炸机袭击占守岛南部和幌筵岛北部，7月18日又出动六架-24重型轰炸机空袭千岛群岛。8月15日，美军兵不血刃解放基斯卡岛。
第十一航空队和美国海军继续小规模空袭千岛群岛直至战争接近尾声。1943年9月11日，陆军航空军出动20架-24和-25轰炸机袭击千叶群岛，但损失的战机有九架之多，陆军航空军此后中断空袭五个月，美国海军继续派PBY卡特琳娜水上飛機空袭。大日本帝国海军于1943年8月建立北東方面艦隊，同年11月，千岛群岛和北海道驻守的日本战斗机达到历史高峰260架。第十一航空队获得两个中队的P-38閃電式戰鬥機增援后于1944年2月恢复攻势，持续打击千岛群岛目标直至1945年6月。这些空袭造成的破坏很小，但促使日军分派大批军人驻守北方岛屿防范美军入侵。

## 马特霍恩作战

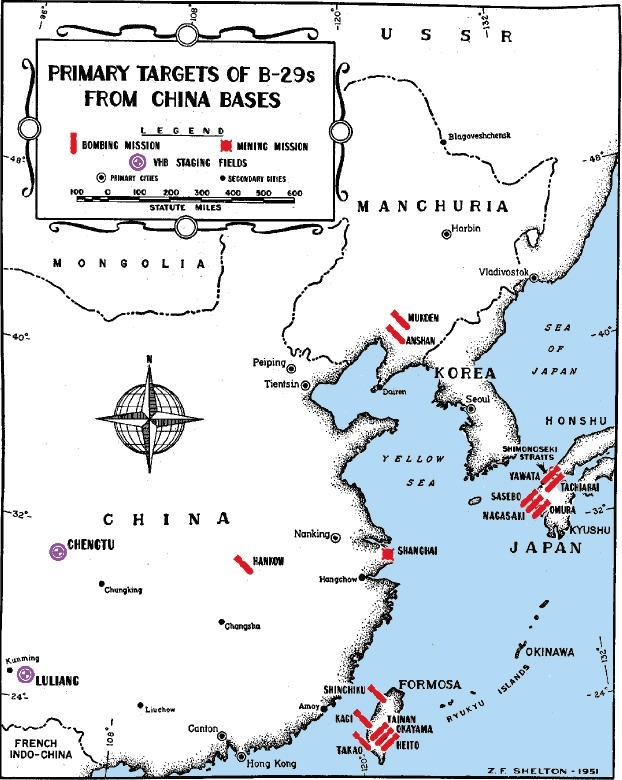
“马特霍恩作战”期间中国境内的B-29轰炸机基地和东亚主要空袭目标位置

### 准备
1943年下半年，美國參謀長聯席會議批准B-29超級堡壘轟炸機从印度起飞战略空袭日本列岛和东亚其他目标、并在中国建立前线机场的计划。战略代号“马特霍恩作战”，计划在中国内陆的成都市附近修建大型简易机场，-29轰炸机从位于孟加拉的基地起飞后在此加油，然后袭击日本列岛目标。陈纳德此时已升任第十四航空队驻华部队司令，他建议在离日本更近的桂林市新建-29轰炸机基地，但未获批准，上级认为这里容易遭日军反扑。-29轰炸机的作战半径是2600公里，从成都简易机场起飞只能打击九州。机场1944年1月动工，约30万华人劳工和7.5万契约劳工参与。
美国第20轰炸机司令部（XX Bomber Command）负责“马特霍恩作战”，地面人员1943年12月开始从美国赶赴印度。1944年4月，负责监督所有-29轰炸机任务的美國第二十航空隊成立，而且史无前例地由美国陆军航空军司令亨利·阿诺德上将直接从华盛顿哥伦比亚特区的五角大楼指挥。第58轰炸联队（58th Bombardment Wing）是第20轰炸机司令部的主要作战部队，于1944年4月至5月中旬陆续离开堪萨斯州飞抵印度。
日军预计美军会出动-29轰炸机来袭，并于1944年初开始将中国和太平洋的战斗机部队调回本土。日本情报机构发现印度和中国境内都在建设-29轰炸机基地，军方开始制订计划防范中国境内发动的空袭。陆军飞行战队驻本州和九州的三个飞行团在三到六月大幅扩充成飞行师团。截至六月下旬，本土列岛防空部队共有260架战斗机，紧急情况下还能增加约五百架。主要城市和军事基地增设高射炮和探照灯部队。五月，防卫总司令部取得东部军、中部军和西部军指挥权。大日本帝国海军驻吳市、佐世保市和横须贺市防御战斗机部队也在七月收归防卫总司令部调配。但是，即便都由防卫总司令部统领，陆军部队与规模远远不及的海军部队依然缺乏合作。-29轰炸机的巡航高度达9100米，日本绝大多数战机和高射炮根本打不着，同时能够提前发警报的雷达站也远远不足，所以本土列岛防御力量依然不足以应对盟军空袭。

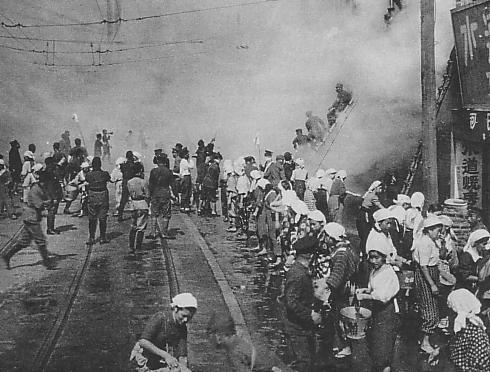
1942年，日本平民参加防空演习

杜立特空袭后，为防范盟军继续空袭，日本政府设法改善民防。中央政府要求各一级行政区政府为平民修建防空洞，但因混凝土和钢材不足，建成的掩体很少。1943年10月，內務省要求主要城市的居民自行修建防空掩体，但市民大多只能挖壕溝。日本为防空总部和关键通讯设施建有少量结构复杂的掩体，能前往足以抵卸炸弹空袭掩体的市民不到两个百分点，只不过-29轰炸机来袭时部分平民还能前往隧道或天然洞穴躲避。内务省在战争爆发后增加消防员人数，但绝大多数还是志愿者，缺乏足够培训和装备。政府训练平民灭火，鼓动他们立下“防空誓言”应对燃烧弹和高爆弹空袭。
1943年秋，日本政府开始采取更多手段防范针对主要城市的空袭。防空总司令部于同年11月成立，12月就开始拆除大量主要城市建筑修建防火道。二战结束时，日本共拆除61.4万套住房，占全国战争期间损失房屋的两成，导致350万人流离失所。1943年12月，政府提倡易遭空袭城市的老人、儿童和妇女迁居农村，并实施计划将全班级的学生统一撤离。截至1944年8月，已有33万学童随校转移，另外45.9万跟随家人迁至乡间。但受物流运输条件限制，日本基本没有采取措施加强工业设施防御。

### 从中国出击
1944年6月中旬，第20轰炸机司令部开始打击日本。首轮空袭于6月15日晚至次日凌晨展开，75架-29轰炸机袭击九州北部八幡市的帝国钢铁厂。美军损失七架-29轰炸机而且造成的破坏很小，但令日本民众意识到祖国即将战败，美国新闻媒体以极大热情正面报导消息。日军此后开始扩充本土战斗机部队，同年十月三个飞行师团一共已有375架飞机，兵力一直保持到1945年3月。美军驻华基地储存的燃油不足，第20轰炸机司令部司令肯尼斯·沃尔夫（Kenneth Wolfe）准将无法继续打击日本，阿诺德叫他卷铺盖走人并派第八航空队轰炸德国老手柯蒂斯·李梅少将接手。

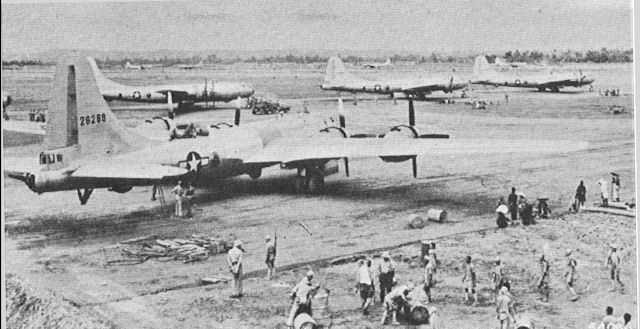
1944年6月15日准备袭击八幡市的B-29轰炸机

接下来美军多次从中国出击，但基本没有达成目标。第二次空袭是7月7日17架-29轰炸机袭击佐世保市、大村市和戶畑市，与8月10日晚到11日凌晨24架-29轰炸机空袭长崎市一样收效甚微。8月20日美军再度空袭八幡市，但-29轰炸机遭遇上百架战斗机拦截。共61架-29轰炸机飞抵目标上空，日军击落12架，其中一架毁于自杀式撞机。日本政府宣称此役击落美方一百架轰炸机，并将一架坠毁的-29轰炸机运到东京展出。1944年8至9月，李梅实施培训计划并改组维修部门，第20轰炸机司令部此后表现显著改善。10月25日，美军空袭大村市并炸毁市内小型飞机工厂，但11月11日再度袭击该市又告失败。11月21日和12月19日，第20轰炸机司令部分别出动61和17架-29轰炸机打击大村市。1945年1月6日，第20轰炸机司令部出动28架-29轰炸机第九次也是最后一次袭击日本，轰炸目标依然是大村市。此外，第20轰炸机司令部还从中国基地出发，多次打击满洲、中国、福尔摩沙的目标，并从印度打击东南亚目标。3月29日，第20轰炸机司令部从印度出发执行最后一次任务轰炸新加坡，此后部队转移到马里亚纳群岛。
“马特霍恩作战”整体缺乏实效，九次空袭日本只摧毁大村市飞机工厂。第20轰炸机司令部从印度和中国基地出发的行动共计损失125架-29轰炸机，绝大部分毁于事故，日军击毁的只有22至29架。空袭对日本民众士气影响很小，虽然迫使日军为加强本土防御削弱其他领域实力，但盟军为此消耗的资源实在太多。此外，第十四航空队提供军机在印度和中国之间运送补给物资，支援第20轰炸机司令部的行动，但这很可能导致航空队不能集中资源更有效地打击日本基地和航运。美国陆军航空军的官方历史文献认为，中印间物资运输困难、效率低下，是“马特霍恩作战”失败最重要的原因，-29轰炸机频繁出现机械故障、飞行员经验不足同样不容忽视。日本常见的恶劣天气也导致-29轰炸机难以发挥，抵达目标上空后，机组人员很难在狂风和云层遮挡下准确打击目标。

### 苏美合作构想
1944年，美苏曾考虑合作，两国飞行员驾驶美军提供的飞机从苏联基地出发轰炸日本。罗斯福总统在德黑兰会议提出建议后，约瑟夫·维萨里奥诺维奇·斯大林于1944年2月2日同意，苏日宣战后美国可以借用西伯利亚的苏联基地出动一千架轰炸机。
1944年春，苏联要求美国协助组建远程轰炸部队对付日本，租借300架-24轰炸机和240架-29轰炸机。同年七至八月，美国在谈判中同意提供两百架-24轰炸机（每个月50架，可能借道阿巴丹运抵苏联）并培训驾驶和维修人员。但因难以安排，苏方于9月29日表示-24轰炸机表现不够稳定，宣布放弃美国提供的培训。
斯大林在1944年莫斯科会议期间同意美国使用符拉迪沃斯托克附近已建造并保留六至七个大型机场的航空基地，并将彼得罗巴甫洛夫斯克（堪察加半島）充当基地使用。他完全没有提及之前组建苏联轰炸机部队的提议，但同年12月美方人员抵达莫斯科后却无法与苏联当局达成任何协议。12月16日，阿列克谢·因诺肯季耶维奇·安东诺夫大将表示，苏军需要保留所有沿海行政区的海军和航空基地，美国-29轰炸机基地需要从符拉迪沃斯托克大幅北迁至共青城-尼古拉耶夫斯克地区的阿穆尔河河口附近。1945年2月，斯大林在雅尔塔会议上告知罗斯福，美军-29轰炸机基地设在偏远的共青城-尼古拉耶夫斯克地区。安东诺夫表示将开始基地初步建设，但计划后来无疾而终。

## 从马里亚纳群岛发动的初步空袭
1944年6至8月，美军在馬里亞納群島战役期间通过关岛战役、塞班島戰役和天寧島戰役从日军手中夺得各岛控制权。美国陆军航空军和美国海军的工兵随后共在各岛修建六个机场，可容纳成百上千的-29轰炸机。与中国的机场相比，这些机场位于东京以南约2400公里，可从海路获取补给，足以发动更加密集的空袭，-29轰炸机无需加油就能打击日本列岛绝大多数地区后返航。塞班岛机场建设期间，日本多次出动战机空袭。

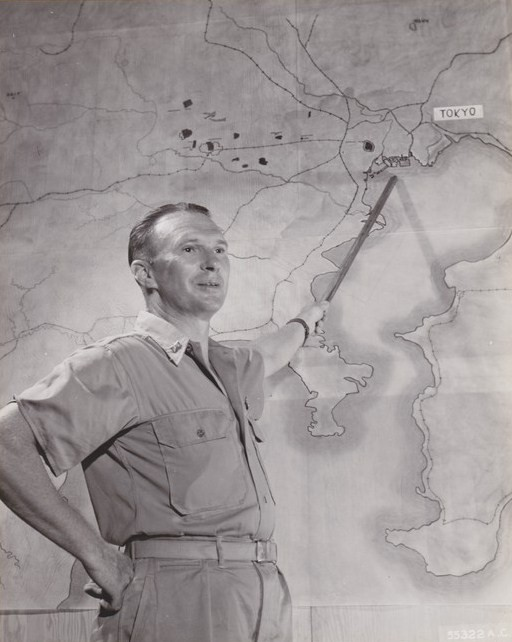
1944年11月，站在东京地区地图前的海伍德·汉塞尔准将

1944年10月，第二十航空队下属的第21轰炸机司令部（XXI Bomber Command）开始抵达马里亚纳群岛，部队司令海伍德·汉塞尔（Haywood S. Hansell）准将也曾投身第八航空队对德作战。10至11月，第21轰炸机司令部执行六次打击中太平洋目标的练习任务，为空袭日本打基础。11月1日，首架F-13超级堡垒侦察机飞过东京上空，拍下该市西部城区和工业设施的照片，这也是杜立特空袭过后美国飞机首次从该市上空飞过。11月上旬美军多次出动侦察机，收集东京至横须贺地区飞机工厂及港口设施的情报。-13超级堡垒侦察机飞行高度和速度都超出日本重型高射炮和战斗机打击范围，所以基本上都能全身而退。
汉塞尔所部起初着重打击日本飞机制造业。1944年11月24日的首次空袭代号“圣安东尼奥一号行动”（Operation San Antonio I），目标是东京郊外的武藏野飞机制造厂。美军共出动111架-29轰炸机，仅24架轰炸主目标，其他轰炸机袭击港口、工业设施和城区。日军出动125架战斗机拦截，但只击落一架-29轰炸机。此次空袭对飞机工厂造成一定破坏，进一步削弱日本民众对国家空防的信心。11月27日，日本海军航空队和陆军飞行战队对马里亚纳群岛-29轰炸机基地的打击升级，此后一直持续到1945年1月，共摧毁11架-29轰炸机，击伤43架，日军共损失约37架飞机。大日本帝国海军还在11月用气球炸弹攻击美国，但因效率太低在1945年3月放弃，这段时间日本共释放九千个炸弹，仅285个抵达美國本土。
1944年11月27日至12月3日，第21轰炸机司令部三次袭击东京，其中两次的目标是武藏野飞机制造厂，还有一次是用专为破坏日本城市研发的M69燃烧弹打击工业区。受狂风和云层影响，11月27日与12月3日的行动效果不佳，11月29日晚至30日凌晨的燃烧弹空袭仅焚毁约0.26平方公里面积，第二十航空队认为三次行动都告失败。

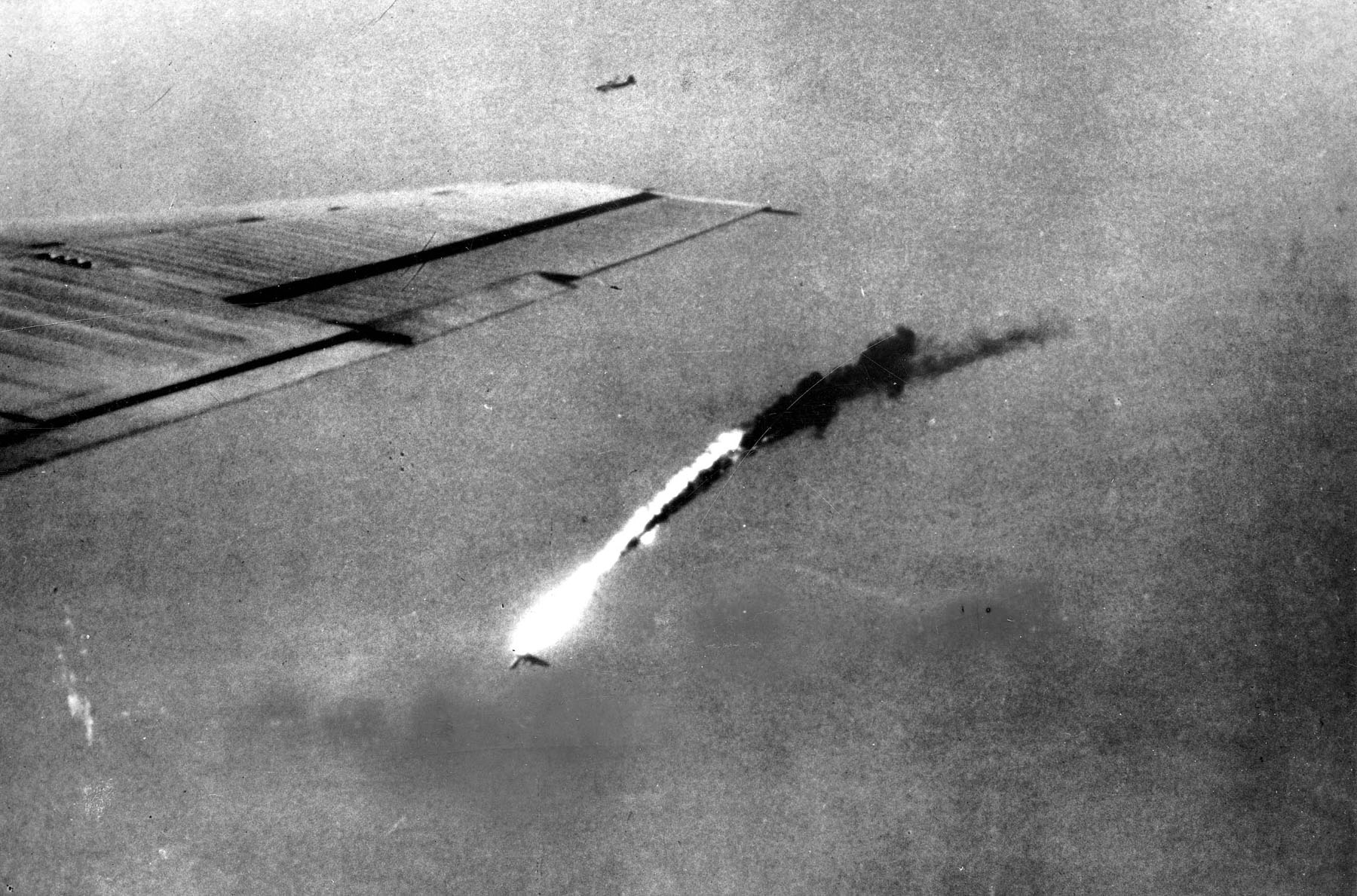
B-29轰炸机在日本上空被高射炮直接命中后起火坠落

汉塞尔所部接下来的五次空袭有四次目标是名古屋。12月13和18日的前两次空袭采用精确轰炸战术，破坏该市飞行制造厂。第三次是根据第二十航空队指示出动100架携带69燃烧弹的-29轰炸机，检验这种武器打击日本城市的效果。汉塞尔认为精确轰炸战术已经开始走上正轨，此时改用区域轰炸会适得其反，上级承诺行动只是试验，不代表战术转变，汉塞尔这才遵命出击。12月22日，美军又出动78架-29轰炸机携带燃烧弹精确轰炸名古屋的飞机制造厂，但因天气恶劣收效甚微。12月27日，第21轰炸机司令部再次突袭东京武藏野飞机制造厂仍以失败告终。1945年1月3日，97架-29轰炸机区域轰炸名古屋，但引发的火灾很快就得到控制。
阿诺德对第21轰炸机司令部的成绩非常失望，要求尽快提供战果。第二十航空队总部希望更加注重区域轰炸，对汉塞尔坚持精确轰炸不以为然。阿诺德认为李梅在改善第20轰炸机司令部业绩方面表现亮眼，在1944年12月决定由李梅接替汉塞尔，希望能够解决第21轰炸机司令部面临的问题。汉塞尔于1945年1月6日获知阿诺德的决定，但持续任职到1月中旬。1月9日和14日，第21轰炸机司令部又精确轰炸东京武藏野飞机制造厂和名古屋三菱飞机厂，但都以失败告终。汉塞尔计划的最后一次精确轰炸任务更具成效：1月19日，77架-29轰炸机重创明石市附近的川崎航空工業株式会社工厂。第21轰炸机司令部投身战斗的前三个月里，平均每次空袭损失4.1%的飞机。
大本营直到1945年1月下旬才通过防范美军空袭的民防方案，因职业消防员不足，方案将灭火任务交由区委会及邻里互助团体负责。每天晚上十点，平民需自觉实行燈火管制。小笠原群岛的日本基地通常能提前一小时预警美军空袭，受威胁的城市拉响防空警报。
李梅接手之初，第21轰炸机司令部的表现仍不稳定。1月23日至2月19日部队的六次大规模任务成效不彰，只有2月4日的神戶大空襲用燃烧弹重创神户市区及主要工厂。李梅实施更加严格的飞机维护方针，所以空袭期间出现机械故障被迫返航的-29轰炸机减少，执行上述任务期间，全军共损失5.1%的战机。2月19日至3月3日，李梅所部多次精确轰炸日本飞机工厂，力求从源头打垮日本航空部队，确保他们无法支援硫磺岛战役，但这些行动都因狂风和云层遮挡效率很差。2月25日，172架-29轰炸机携带燃烧弹空袭东京，行动取得成功，焚毁和重创约2.6平方公里城区。此次行动是对燃烧弹轰炸成效的大规模检验。
第21轰炸机司令部的精确轰炸大多宣告失败，其中最重要的原因就是天气，狂风和云层导致飞行员基本不可能准确命中目标。同时，马里亚纳群岛和日本之间常有强烈的锋，极易破坏美军飞行队形并引发导航故障。-29轰炸机维护人手不足，机场过于拥挤，致使行动时能够出动的飞机数量减少，起飞和返航更加困难。1945年3月，美国陆军航空军高级将领已经非常关注从中国和马里亚纳群岛发动空袭的低下战斗效率，-29轰炸机项目代价高昂，战果如此差劲实在说不过去，长此以往，陆军航空军也无法证明独立航空作战力量的实效。

## 燃烧弹空袭

### 李梅变更战术
1943年，美国陆军航空军高层开始评估燃烧弹轰炸日本城市是否可行。日本的主要工业设施集中在几个大城市，而且大部分生产是在市区的民居和小工厂完成，所以很容易受此类攻击破坏。作战规划者估计，只要用燃烧弹轰炸日本最大的六个城市就能破坏近四成工业设施和每月760万人的劳动力损失，同时会造成50余万人死亡，约775万人无家可归，350万人被迫转移。同年美国陆军航空军在埃格林空军基地和杜格威试验场（Dugway Proving Ground）用日本村庄风格建筑群检测燃烧弹攻击效果。美军还曾研发“蝙蝠炸弹”，用飞机把绑有燃烧弹的蝙蝠运到日本城市上空后投放，但在1944年取消计划。1944年底，燃烧弹在汉口大轰炸中取得显著的成果，给李梅留下了深刻的印象。1945年初，海堤行动取消后，台湾城市成为陆军航空军轰炸目标，用来验证对付日本城区的战术。
美国生产凝固汽油弹配合火焰喷射器和燃烧弹使用，产量从1943年的230吨升至1944年的3600吨。美国九家工厂生产的大部分凝固汽油弹直接送到炸弹组装厂，制成69燃烧弹，或以38个为单位组成46集束炸弹，再远跨太平洋储存起来等待调用。阿诺德和陆军航空军其他决策层打算累积大量燃烧弹后再轰炸，以摧枯拉朽之势瓦解日本城市防御。
精确轰炸的失败和2月25日燃烧弹空袭东京的成功对比显著，库存燃烧弹非常充足，李梅在1945年3月初决定开始燃烧弹空袭日本大城市。他的决定和上级一致，阿诺德向第21轰炸机司令部发出的目标指令也明确除飞机制造厂外，日本城区便是首要目标。目标指令还要求在检测69燃烧弹实战效果、并且存量足以发起大规模行动后再发动空袭。李梅发动袭击前没有正式呈请阿诺德批准，此举是为保护上级，如果行动失败也不致牵连高层领导。第二十航空队参谋长劳里斯·诺斯塔德（Lauris Norstad）准将知道李梅变更战术并提供协助。改用燃烧弹战术表明陆军航空军不再专注精确轰炸，军方高级将领和美国政府高层认为这是尽快结束战争的必要措施。
第21轰炸机司令部之前的标准战术是日间高空轰炸，为尽量扩大战果，李梅命令-29轰炸机改在夜间1500米低空投弹。日本夜间的天气更好，夜間戰鬥機和高射炮部队夜间战斗力薄弱，李梅甚至要求拆除-29轰炸机大部分防御机炮，减轻飞机负重，携带更多炸弹。机组人员颇为反感李梅的指令，认为应当安全第一保持高空飞行并携带充足的防御武器。

### 三月火攻

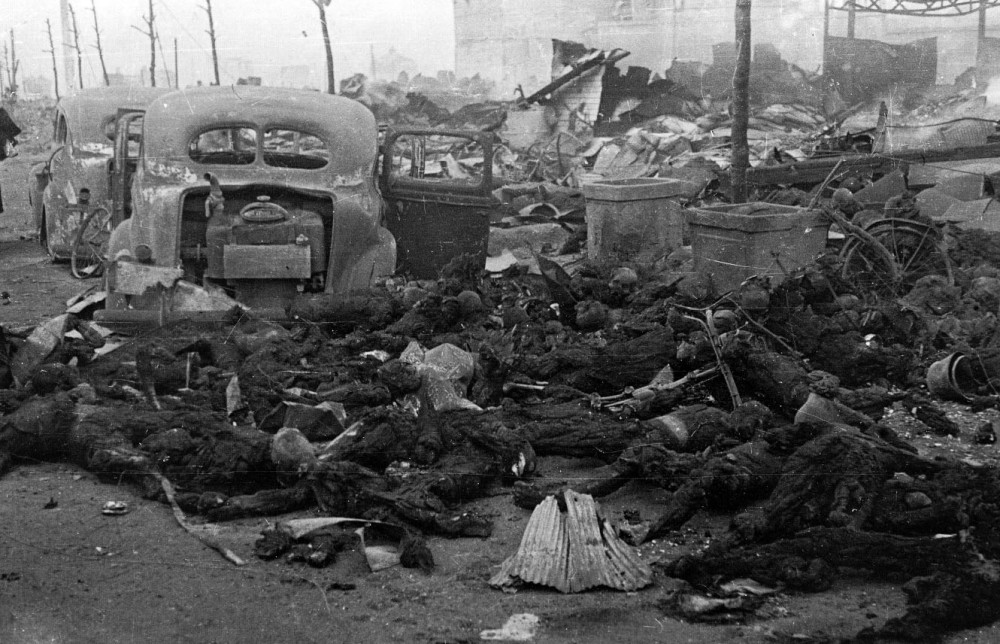
1945年3月10日东京大轰炸后地面的平民遗骸

1945年3月9日晚至10日凌晨，李梅所部发动“会议室行动”，事实证明这是第二次世界大战期间破坏最严重的空袭。第21轰炸机司令部全力出击，3月9日下午共346架-29轰炸机离开马里亚纳群岛飞往东京。关岛时间3月10日凌晨两点左右，-29轰炸机逐渐抵达东京上空，279架轰炸机共投下1665吨炸弹。空袭引发大面积火災，日本民防根本无力应付，大火摧毁41平方公里建筑，占东京城区的7%。东京警方和消防部门估计空袭期间共有8万3793人丧生，4万零918人受伤，一百多万人无家可归，二战结束后估计的死亡人数在八至十万人范围。东京战争工业同样遭受重创，日军抵抗相对薄弱，包括机械故障美军也只损失14架-29轰炸机，高射炮击伤另外42架。日本政府此后下令转移所有大城市的三至六年级学生，截至四月上旬已有八成七转移。
李梅所部再接再励，3月11日又出动310架-29轰炸机袭击名古屋。此次空袭的打击范围更广，但破坏程度不及，不过仍然摧毁5.3平方公里建筑，而且日军未能击落美军战机。3月13日晚至14日凌晨，274架超级堡垒轰炸机空袭大阪，以损失两架飞机的代价摧毁21平方公里城区。美军的下一个目标是神户，3月16日晚至17日凌晨该市遭331架-29轰炸机空袭，引发的火災暴風摧毁18平方公里城区，占全市面积的一半，导致八千人丧生，65万人流离失所，美军仅损失三架-29轰炸机。3月18日晚至19日凌晨，名古屋再次遇袭，7.6平方公里建筑毁于一旦，美方仅一架飞机在海上迫降，所有机组人员安全返航。第21轰炸机司令部库存的燃烧弹至此全部耗尽，首轮燃烧弹空袭结束。3月23日晚至24日凌晨，李梅所部再度大规模出动，251架-29轰炸机精确轰炸三菱飞机发动机厂，行动最终失败，日军击落五架敌机。美军这个月还向日本民众空投政治传单，呼吁日本国民推翻政府，否则只能玉石俱焚。
美国陆军航空军认为燃烧弹空袭非常成功，美方损失远低于日间精确轰炸。哥伦比亚特区负责制定对日空战策略的联合目标组（Joint Target Group）制订计划，分两大阶段打击22个日本城市，但也建议在区域轰炸同时继续精确轰炸特别重要的工业目标。此次战役旨在为盟军攻入日本列岛热身，但李梅和阿诺德的部分下属认为这些空袭足以迫使敌人投降。
美军三月的行动证明日军无力保护本国领空，日本政府非常关心燃烧弹空袭的效果。大规模空袭不但重创城市建筑，还导致居民担心工厂沦为轰炸目标而不敢离家上班，企业缺勤率显著上升。日本再度提升空防实力，4月共有450架战斗机负责防御，但仍远远不足。

### 破坏日本大城市

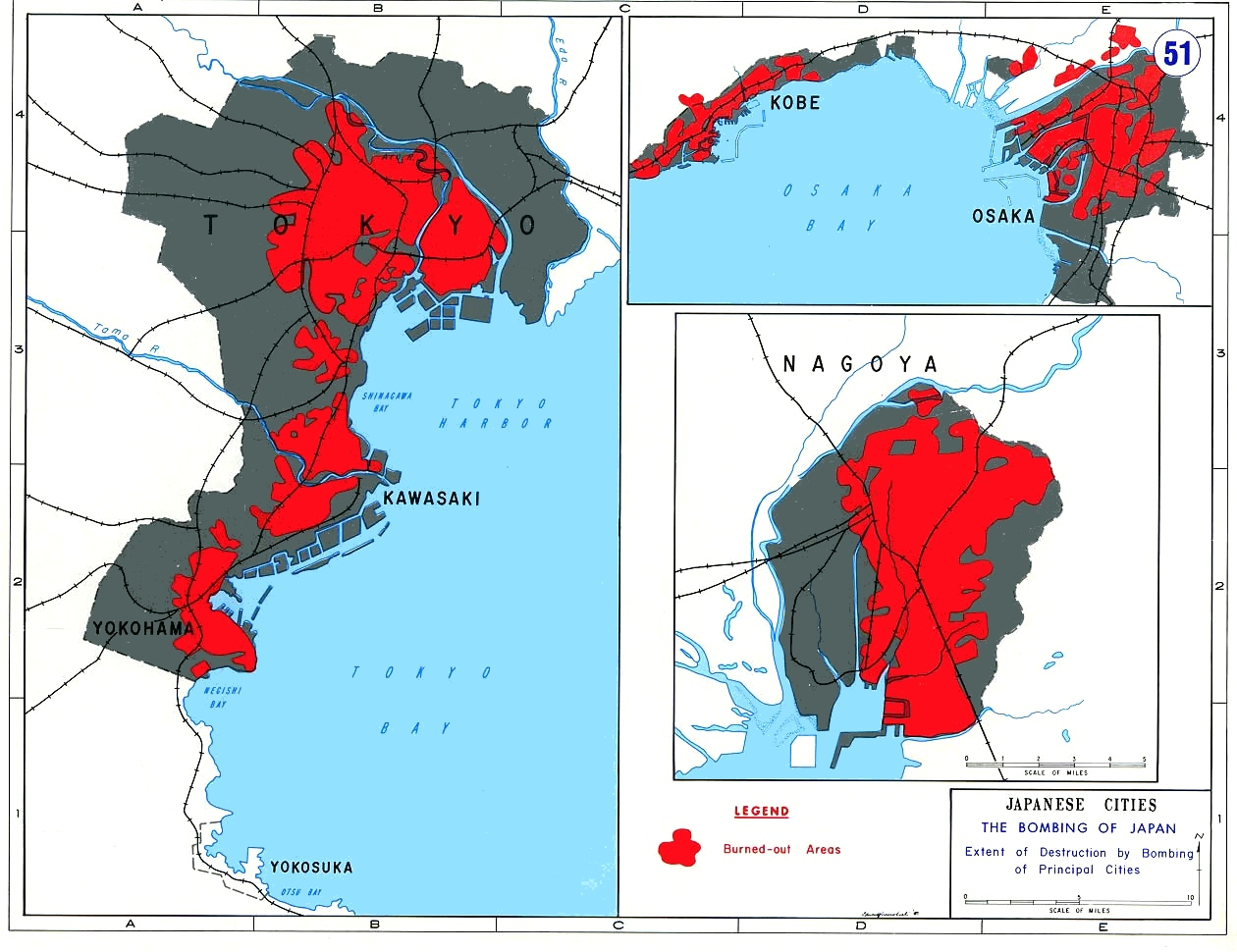
二战期间毁于空袭的日本大城市，红色部分代表彻底焚毁的地区

3月下旬至5月中旬，第21轰炸机司令部忙于袭击日本南部机场，支援盟军攻打日本列岛以南仅数百英里的冲绳岛，暂时无法发动大规模燃烧弹空袭。4月1日盟军登陆前，李梅所部在3月27日轰炸九州大分市和大刀洗町的机场，以及大村的飞机制造厂，31日再次空袭大分市和大刀洗町，这段时间完全没有损失-29轰炸机。4月6日，日军对盟军舰队开展大规模神风特攻队空袭，采用自杀式撞击炸伤或炸沉众多军舰和运输舰。盟军立即采取措施，第21轰炸机司令部受命在4月8日和16日大规模空袭九州各地机场，不过第一次行动因云层遮掩改为空袭鹿儿岛市住宅区。4月17日至5月11日，第21轰炸机司令部出动-29轰炸机执行的任务有七成五旨在直接支援冲绳岛战役，袭击机场及其他目标。李梅所部共出动2104架次超级堡垒轰炸机攻击17个机场，己方损失24架飞机，233架受损，但依然不足以完全压制日军从这些机场发动神风特攻队空袭。

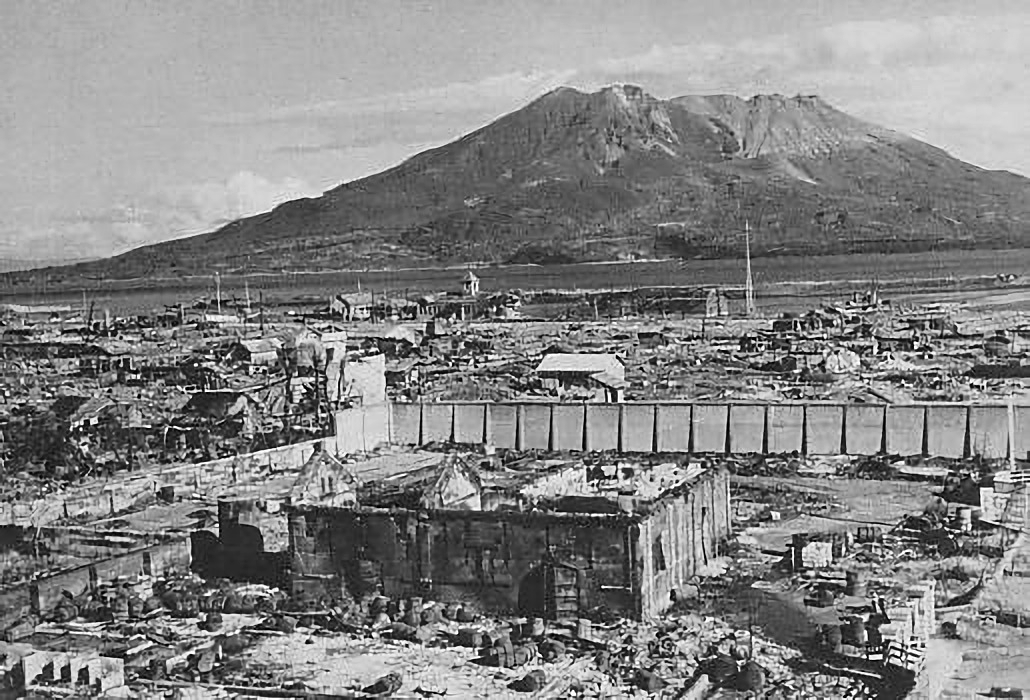
1945年11月1日，鹿儿岛市住宅区举目所见仍是废墟，远处背景是櫻島

冲绳岛战役期间，盟军很少空袭日本城市。4月1日晚，121架-29轰炸机精确轰炸东京中岛发动机厂；4月3日晚，靜岡市、小泉町和立川市的发动机厂遭遇类似空袭。第21轰炸机司令部缺乏夜间精确命中目标所需设施，所以上述空袭都不成功，李梅决定不再开展同类行动。4月4日，少量超级堡垒轰炸机袭击东京和附近的川崎市。4月7日，李梅又精确轰炸东京和名古屋的飞机制造厂，两次行动都很顺利，其中袭击东京的行动还首次获战斗机护航，第7战斗机司令部（VII Fighter Command）派驻硫磺岛的P51远程战斗机协同行动。美方宣称此役以两架-51战斗机、七架-29轰炸机的代价取得击落101架日本飞机的辉煌战果。4月12日，250余架-29轰炸机袭击三家飞机厂，第73轰炸联队（73d Bombardment Wing）重创武藏野飞机厂，并在185架日本战斗机围堵下全身而退。
4月13日，李梅再度发动夜间燃烧弹空袭，327架-29轰炸机袭击东京兵工厂地区，摧毁30平方公里城区，其中包括多家军工厂。两天后，303架超级堡垒轰炸机袭击东京地区，以损失12架飞机的代价焚毁东京16平方公里城区，川崎9.3平方公里城区和横滨3.9平方公里城区。4月24日，131架-29轰炸机摧毁东京附近大和村的立川飞机发动机厂。李梅原计划六天后再度空袭立川飞机厂，但因云层遮挡中止任务，部分重型轰炸机转攻滨松市。5月5日，第21轰炸机司令部再度发动精确空袭，目标是吴市的广海军飞机工厂，最终148架-29轰炸机重创工厂。五天后，李梅所部又顺利袭击岩国、大岛和德山市的储油设施。5月11日，少量超级堡垒轰炸机摧毁神户甲南的飞机机身工厂。1945年4月，第58和第315轰炸联队（315th Bombardment Wing）抵达马里亚纳群岛，第21轰炸机司令部兵力达到鼎盛，有五个联队共1002架-29轰炸机，是世界上最强大的航空部队。
无需支援冲绳岛战役后，李梅所部从5月中旬开始对日本大城市开展密集的燃烧弹攻势。5月13日白天，472架-29轰炸机空袭名古屋，摧毁8.2平方公里城区。日军极力抵抗，击落两架敌机，击伤64架，另有八架超级堡垒轰炸机毁于其他原因。美方宣称摧毁18架日本战斗机，击伤16架，“可能”击落另外30架。5月16日晚又有457架-29轰炸机袭击名古屋，焚毁9.9平方公里城区。日军夜间防御远不及白天，美军仅因机械故障损失三架飞机。两次空袭共导致日本3866人死亡，47万2701人流离失所。5月19日，318架超级堡垒轰炸机精确打击立川飛行機株式會社，但未达成预期目标。5月23日和25日，第21轰炸机司令部又两度对东京发动大规模燃烧弹空袭，其中第一次出动520架-29轰炸机，摧毁东京南部14平方公里城区， 美方损失17架飞机，另有69架受损。第二次出动502架超级堡垒轰炸机，焚毁东京中部44平方公里面积，其中包括主要政府机构总部和大部分皇居。美国政府无意炸死昭和天皇，曾告知机组人员不要轰炸皇居。日军此役表现改善显著，击落26架-29轰炸机，击伤100架。
空袭结束时，美军已经摧毁东京过半城区（50.8%），第21轰炸机司令部不再以该市为目标。李梅所部五月最后一次大规模空袭是29日白天发起，共出动517架-29轰炸机和101架-51战斗机，目标横滨。日军出动150架零式战斗机拦截，双方爆发激烈空战。日方击落五架超级堡垒轰炸机，击伤175架。-51战斗机飞行员宣称“摧毁”26架敌机，“可能”摧毁另外23架，己方仅损失三架战斗机。454架-29轰炸机抵达横滨并轰炸主商业区，摧毁18平方公里建筑，上千日本人丧生。五月的所有空袭共摧毁日本240平方公里建筑，占该国城区总面积七分之一。內務省大臣山崎巖认为，五月空袭过后，政府意识到日本民防根本不起作用。
针对日本大城市的燃烧弹空袭在六月收尾。6月1日白天，148架-51战斗机护送521架-29轰炸机空袭大阪。战斗机途中飞过厚厚的云层，结果27架毁于撞机。458架超级堡垒轰炸机和27架战斗机飞抵目标上空，摧毁8.2平方公里建筑，夺走3960条人命。6月5日，473架-29轰炸机日间空袭神户，以损失11架轰炸机的代价焚毁11.3平方公里建筑。6月7日，又有409架-29轰炸机袭击大阪，摧毁5.7平方公里建筑后全身而退。6月15日大阪第四次遇袭，444架超级堡垒轰炸机焚毁4.9平方公里城区和附近尼崎市1.5平方公里城区，大阪30万套房屋被毁。第21轰炸机司令部打击日本城市的第一阶段攻势至此结束。五至六月间，李梅所部摧毁日本六大城市大部分城区，造成11.2万至12万6762人丧生，数百万人无家可归。大面积破坏和惨重人员伤亡让越来越多的日本人意识到军方已无力守御本土。相比之下，美方共损失136架-29轰炸机。东京、大阪、名古屋、神户、横滨和川崎“至少12万6762人丧生……150万户民宅和至少270平方公里城区被毁”。东京、大阪和名古屋共有近260平方公里城市夷为平地，“超出美国陆军航空军和英国皇家空军摧毁的德国城市面积总和”（约200平方公里）。

## 空袭中小城市
1945年6月中旬，阿诺德造访李梅设在塞班岛的总部，提议空袭日本25个人口在6.2至32.3万的中小城市，同时继续精确轰炸重要目标。美國戰略轟炸調查團评估空袭德国的成效后建议重点打击日本交通运输网，力求瘫痪该国货物运输、断绝食品供应，但阿诺德和李梅还是决定打击中小城市。李梅计划在天气晴好时精确袭击重要工业目标，其他时间用雷达指引燃烧弹空袭。目标城市和工业设施相比偏小，所以同一天就能分组袭击多地。李梅的目标战略人称“帝国计划”，一直持续到战争尾声。
“帝国计划”包含五次大规模精确轰炸。6月9日，两组-29轰炸机袭击奈良尾町（現長崎縣南松浦郡新上五島町）的飞机制造厂，另外两组攻击名古屋热田区的工厂，重创两家工厂。还有一组超级堡垒轰炸机原计划空袭明石市的川崎航空工业株式会社工厂，但意外轰炸附近村庄。次日，107架-51战斗机护送-29轰炸机成功袭击东京湾地区六家工厂。6月22日，382架超级堡垒轰炸机精确空袭本州南部六个目标，遇袭城市包括吴市、各务原市、姬路市、水岛和明石市，重创大部分目标工厂。四天后，148架-51战斗机陪同510架-29轰炸机攻击本州南部和四国的九家工厂，但因云层阻挡未能重创首要目标，大部分轰炸机转为打击机会目标或少量飞机协同作战。此后近一个月，美军都因天气限制未发动大规模精确袭击，直到7月24日才出动625架-29轰炸机攻击名古屋和大阪附近的七个目标，重创四家工厂。二战结束前几周日本上空云层密集，第21轰炸机司令部无法发动“帝国计划”精确空袭。
6月17日，第21轰炸机司令部开始燃烧弹空袭中小城市。当天各有一个联队的-29轰炸机袭击滨松市、鹿儿岛市、大牟田市和四日市市，战术与之前轰炸大城市类似。李梅共派出477架超级堡垒轰炸机，456架命中目标，共计摧毁15.73平方公里建筑，其中滨松市、鹿儿岛市和四日市市遭到重大破坏。四个城市几乎没有空防，日军未击落任何来犯敌机。美军认为此次出击非常成功，为第21轰炸机司令部今后的行动设立范本直到战争结束。最重要的城市均已摧毁，空袭行动继续，目标改成重要程度略低的中小城市。大部分空袭都在夜间，每次袭击四个城市，每个城市遭遇一个联队的轰炸机。6月19日，两个联队的-29轰炸机空袭福冈市；7月26日，大牟田市也遭遇同等程度袭击。战争结束前，李梅所部共发动16次多城市燃烧弹空袭，平均每周两次，共打击58个城市。美军还在战争结束前几周继续精确轰炸，希望迫使日本政府投降。中小城市没有高射炮保护，日军夜间战斗机部队缺乏成效，只击落一架超级堡垒轰炸机，另有18架因事故坠毁，66架受损。
六至七月，美军继续用燃烧弹打击日本中小城市。6月19日晚，-29轰炸机空袭福冈市、静冈市和丰桥市。6月28日，門司市、延岡市、岡山市和佐世保市遇袭。7月1日，美军袭击熊本市、吴市、下关市和宇部市；两天后又攻击姬路市、高知市、高松市和德島市。7月6日，第21轰炸机司令部打击明石市、千叶市、甲府市和清水市。7月9日，岐阜市、堺市、仙台市与和歌山市遇袭。三天后，超级堡垒轰炸机空袭一宮市、敦賀市、宇都宮市和宇和島市。7月16日，平塚市、桑名市、沼津市和大分市遇袭。7月19日，李梅所部攻击銚子市、福井市、日立市和岡崎市。短暂休整约一周后，7月26日，-29轰炸机燃烧弹空袭松山市、大牟田市和德山市。
第21轰炸机司令部空投的除燃烧弹外还有大量传单，估计五月空投一千万份，六月翻倍，七月三千万份。日本政府严惩保留传单的民众。7月27日夜间到28日凌晨，六架-29轰炸机在11个城市投下传单，警告市民这些城市即将遇袭，打击日本平民士气，希望他们相信美国无意加大平民伤亡。这其中有六个城市（青森市、一宫市、津市、伊勢市、大垣市和宇和岛市）在28日当天遇袭。美军没有损失-29轰炸机，日军的40到50架战斗机只击伤六架来犯敌机，高射炮击伤五架。
1945年8月，日本城市遭遇的空袭规模再度升级。8月1日，836架-29轰炸机发动二战最大规模空袭，投下6145吨炸弹和水雷。行动主要目标八王子市、水戶市、长冈市和富山市均受重大破坏，其中富山市99.5%的建筑毁于一旦。8月5日，今治市、前橋市、西宮市和佐賀市遇袭。美军在空袭前先发传单，并通过塞班岛广播预先警告将袭击上述城市。
1945年6月下旬，第315轰炸联队多次在夜间精确轰炸日本石油工业，与日间精确轰炸和夜间燃烧弹空袭互不干扰。第315轰炸联队-29轰炸机配有先进的AN/APQ-7雷达，能在夜间准确定位目标。第315轰炸联队于1945年4月飞抵马里亚纳群岛，先经作战训练再于6月26日晚首度出击，空袭四日市市的内部炼油厂。出动的38架飞机共有30架命中目标，该厂三成设施被毁或受损。联队三天后袭击下松市炼油厂，7月2日晚又打击有田市炼油厂。7月6日晚至7日凌晨，第315轰炸联队摧毁大阪附近的丸善炼油厂，三天后又夷平内部炼油厂。二战结束时，联队共15次空袭日本石油设施，摧毁全部九个目标中的六个，己方损失四架-29轰炸机。不过，盟军对日本列岛的海上封锁成效卓著，日本几乎没有原油用于提炼，故而第315轰炸联队的空袭对日本战局基本没有影响。
7月中旬，美国陆军航空军重组太平洋战略轰炸机部队。7月16日，第21轰炸机司令部改组为第二十航空队，李梅担任司令。两天后，美国太平洋战略航空军（United States Strategic Air Forces in the Pacific）在关岛成立，卡爾·安德魯·斯帕茨上将任司令。太平洋战略航空军下属部队除第二十航空队外，还包括正从欧洲前往冲绳的第八航空队。第八航空队司令詹姆斯·杜立特已晋升中将，部队改配-29轰炸机。英联邦远程轰炸机部队（又称“老虎部队”）由英国、澳大利亚、加拿大和新西兰的重型轰炸机中队组成，从冲绳出发空袭日本，1945年下半年抵达后同样由美国太平洋战略航空军指挥。

## 空中布雷

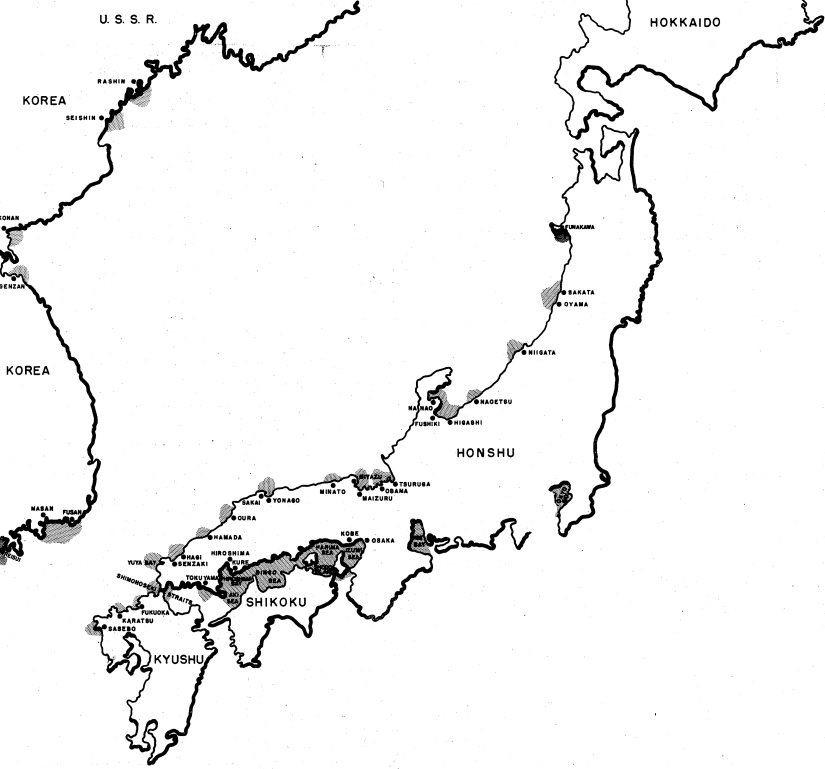
截至1945年7月31日，第二十航空队在日本和朝鲜半岛布雷的水域（灰色部分）

1944年中期，美国海军开始要求用-29轰炸机在日本列岛水域投放水雷，加强封锁。阿诺德和幕僚对此不以为然，觉得这类任务需要占用大量超级堡垒轰炸机，影响精确空袭力度。海军一再提议之下，阿诺德于1944年11月决定在拥有充足飞机后开始布雷。1945年1月，李梅选定第313轰炸联队（313th Bombardment Wing）专门负责第二十航空队的布雷任务，海军协助培训和后勤作业。李梅为空中布雷指定代号“飢餓行動”。美国此前仅偶尔使用水雷，所以日军对扫雷部队缺乏重视，导致大日本帝国海军对美国陆军航空军的大规模攻势猝不及防。
3月27日晚至28日凌晨，第313轰炸联队首次布雷，在關門海峽投送水雷，防止日本军舰从此出击攻击冲绳近海的美国登陆部队。联队4月受命支援冲绳岛战役并参与常规轰炸，布雷作业暂停。五月，联队布雷任务激增，在九州和本州周边港口及其他海域执行任务。空投水雷对日本沿海运输破坏极大。
李梅在六月加大布雷行动频率，第505轰炸大队（505th Bombardment Group）有时协同第313联队行动。日军为此大幅扩张扫雷部队至两万人，扫雷艇增至349艘，同时增加關門海峽周边的高射炮数量，但无论是在打击-29轰炸机还是清除水雷上效果都很有限。东京、横滨和名古屋等主要港口航运长期中断，战争结束前的几周里，超级堡垒轰炸机继续在日本近海投放大量水雷，布雷范围还延伸到朝鲜半岛近海。第313轰炸联队布雷期间仅损失16架-29轰炸机。李梅所部在日本列岛近海投下的水雷共炸沉293艘船，占太平洋战争期间被毁日本商船的9.3%，1945年4至8日损失商船的六成。战争结束后，美國戰略轟炸調查團经过评估认为，布雷作业成效显著，第二十航空队应该投入更大力度打击日本航运。

## 海军空袭

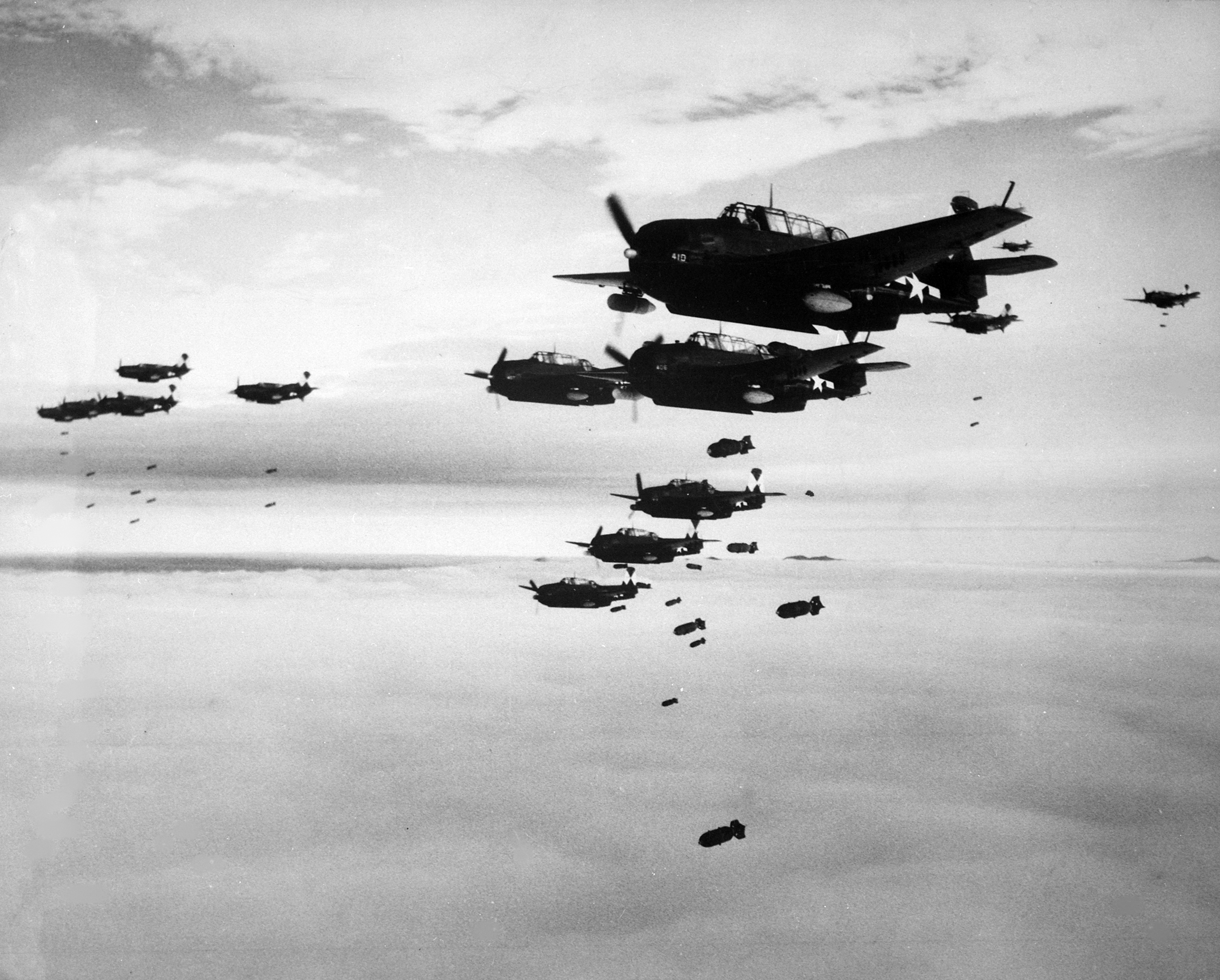
1945年7月，美国海军TBF復仇者式轟炸機向函館市投弹

1945年2月中旬，美国海军首度空袭日本列岛。行动由第58特遣舰队执行，主要目标是摧毁威胁美军2月19日登陆硫磺岛的日本飞机。第58特遣舰队是美国海军在太平洋的主要作战力量，拥有11艘艦隊航空母艦、五艘轻型航空母舰和强大的护航舰队。日本没有发现特遣舰队逼近，东京地区的机场和飞机制造厂在2月16至17日遇袭。美国海军飞行员宣称摧毁501架日本飞机，其中停在地面的160架，己方在战斗中损失60架飞机，另有28架毁于事故。东京湾许多船只遇袭后沉没。日本军机的实际损失尚无定论，大本营承认78架战斗机毁于缠斗，但没有提供地面炸毁的飞机数量。战斗期间，停在日本近海的第58特遣舰队未遇袭击，2月18日南下直接支援硫磺岛战役。特遣舰队原计划2月25日再度空袭东京地区，但因天气恶劣取消并改道南下，从3月1日开始进攻沖繩縣。
三月中旬，第58特遣舰队多次空袭日本，力图提前摧毁能够干扰美军登陆冲绳岛的日本飞机。3月18日，美军舰载机袭击九州的机场及其他军事设施，次日又攻击吴市，炸伤大和號戰艦与天城号航空母舰。日军采用常规武器结合神风特攻队反击，3月18日轻伤美军三艘航母，次日又重创富蘭克林號航空母艦。3月20日，第58特遣舰队南下，同时继续用战斗机扫荡九州压制日军飞机。美国海军飞行员宣称3月18至19日共摧毁473架日本飞机，其中地面250架；日本宣称出动191架飞机反击，损失161架，但没有提供地面被毁的飞机数量。第58特遣舰队3月23日开始打击冲绳，28和29日又派飞机扫荡九州。4月1日美军开始登陆冲绳岛，特遣舰队为近海部队提供空防，同时经常在九州巡逻飞行。为防范日本大规模空袭盟军舰船，特遣舰队5月12至13日袭击九州和四国的神风特攻队基地。5月27日，威廉·海爾賽海军上将从雷蒙德·斯普魯恩斯海军上将手中接过第五舰队指挥权，第58特遣舰队更名第38特遣舰队（Task Force 38），5月下旬至6月继续在冲绳岛近海作战。6月2至3日，特遣舰队空袭九州机场，6月8日再度袭击。两天后，第38特遣舰队离开日本前往菲律宾莱特岛休整。

1945年7至8月，同盟国海军空袭或轰炸日本主要目标

7月1日，第38特遣舰队离开莱特岛攻打日本列岛。此时特遣舰队共有九艘舰队航母，六艘轻型航母及附属护航舰队。战争结束前的几个月里，哈尔西力图将舰队攻势与陆军航空军的陆基战机协调，但两支部队的行动经常相互独立。7月10日，第38特遣舰队的飞机袭击东京地区机场，摧毁地面许多飞机。日军没有出动战斗机，准备保存实力向盟军舰队发动大规模自杀式袭击。特遣舰队接下来北上，7月14日对北海道和本州北部发动大规模袭击并持续数日，击沉12艘火车渡轮中的八艘，另外四艘受损，这些船上本来装有北海道运往本州的煤炭。当地许多船只毁于一旦，运送煤炭的272艘小船中有70艘被毁。日军依然没有出动飞机应战，但被炸毁地面25架飞机。八艘火车渡轮沉没导致北海道运往本州的煤炭骤减八成，本州工厂运作影响严重。历史学家认为，这是太平洋战争期间最具成效的战略空袭。7月14日，第38特遣舰队的战列舰和巡洋舰开始炮击日本工业目标并持续到战争基本结束。
袭击北海道和本州北部后，第38特遣舰队南下与包含四艘舰队航母的英國太平洋艦隊（代号“第37特遣舰队”）主力会师。7月17日空袭东京的行动因天气恶劣受阻，特遣舰队次日出动舰载机攻击横须贺海军基地，日军長門號戰艦受损，另有四艘军舰沉没。7月24、25和28日，盟军舰队袭击吴市及濑户内海，炸沉一艘航空母舰、三艘战列舰、两艘重巡洋舰、一艘輕巡洋艦和其他多艘军舰。7月28日，美国陆军航空军从冲绳出动79架-24轰炸机协同海军作战。盟军此役伤亡惨重，被击落126架战机。7月29至30日，盟军舰载机袭击舞鶴市，炸沉三艘小军舰和12艘商船，此后舰队向东转移躲避台风并补充物资。8月9至10日，舰队再次攻击日本，目标是本州北部集结的日本飞机，盟军情报结构认为这些飞机旨在突袭马里亚纳群岛的-29轰炸机基地。海军飞行员声称8月9日击毁251架敌机，击伤141架。8月13日， 第38特遣舰队出动飞机再度空袭东京地区，声称摧毁地面254架飞机，空中18架。8月15日早上，东京又一次遇袭，第一波就有103架飞机命中目标；第二波空袭前部队得知日本同意投降故取消行动。但当天仍有不少日本飞机企图偷袭特遣舰队时被击落。

## 从硫磺岛和冲绳岛发动的空袭

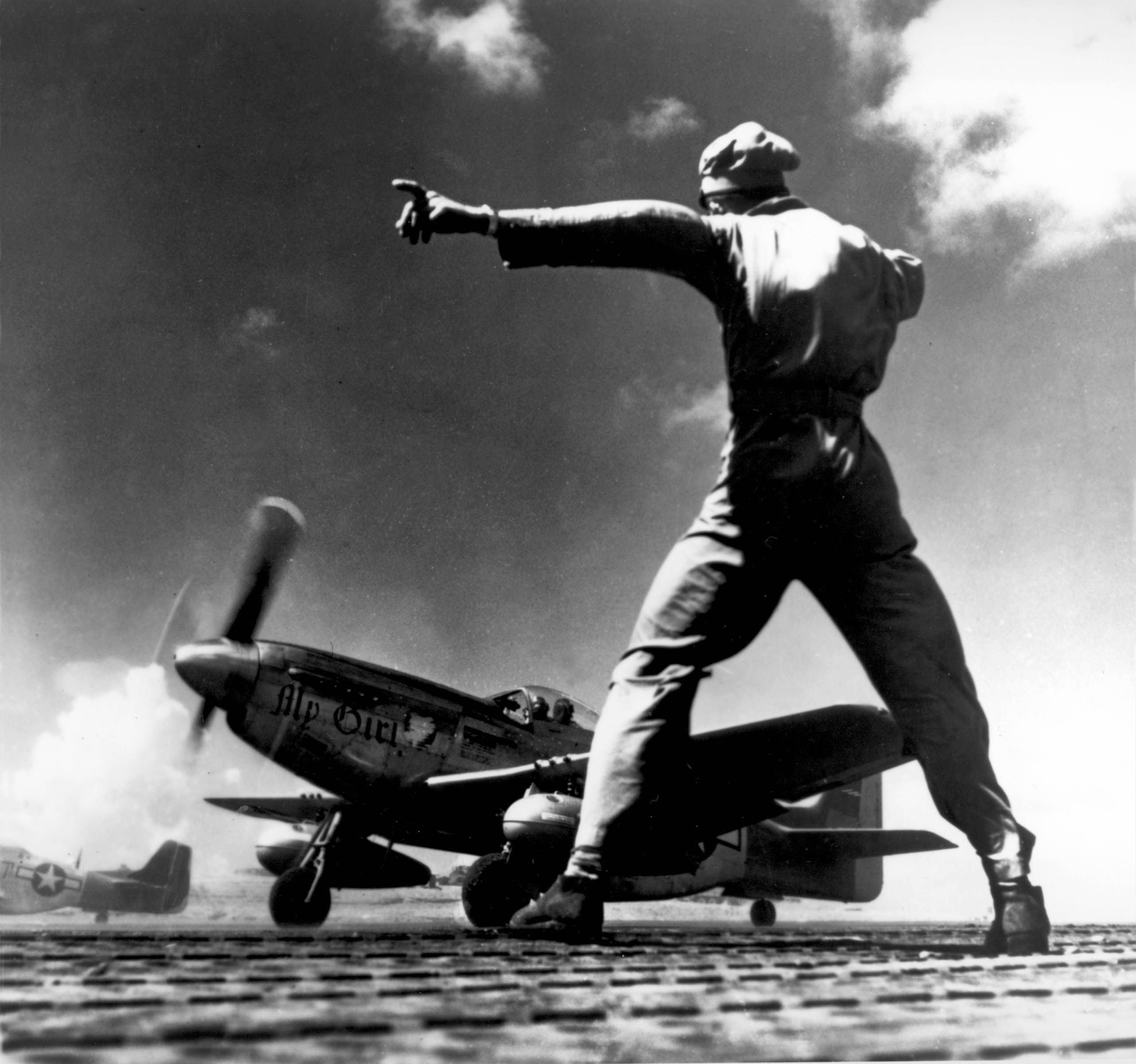
P-51戰鬥機从硫磺岛起飞

1945年3月，美国陆军航空军第7战斗机司令部的-51战斗机开始进驻硫磺岛，起初主要负责护送-29轰炸机，同时多次独立出击攻击日本列岛地面目标。首次行动是4月16日57架-51战斗机扫射鹿屋市的鹿屋飞行场。第7战斗机司令部的飞行员声称，4月26日至6月22日间的行动共击落十架敌机，摧毁地面64架，击伤180架，但这样的战绩未达高层将领期望，认定行动失败。美国陆军航空军共损失18架-51战斗机，其中11架是日军所为，七架属其他原因。
日军基本不再出动飞机抵抗美军轰炸机后，第7战斗机司令部七月的任务全部是攻击地面目标。战斗机频繁出动，旨在摧毁日本机场保留的飞机，以防未来盟军舰队进攻时遇袭。-51战斗机这段时间很少在空中遭遇日军战斗机，但日本机场仍有高射炮和防空氣球保护。战争结束时，第7战斗机司令部共51次袭击地面目标，成功41次。飞行员宣称击伤或击毁1062架飞机，254艘舰船，还有大量建筑和鐵道機車車輛。美国共损失157架-51战斗机，91名飞行员阵亡。
隶属美国陆军航空军远东航空军的第五和第七航空队飞机，1945年5月从冲绳岛及琉球群岛其他地点出动空袭九州和本州西部目标，为地面部队攻入日本列岛预热。P-47戰鬥機5月17日开始从琉球群岛起飞，不分日夜地频繁在九州上空巡逻，扰乱日军航空部队行动。6月21日新增战斗机大队协同行动后，7月1日又获多一个战斗机大队和轰炸机增援。美军起初遭遇敌方激烈抵抗，但日军为保留军机从7月初开始转入沉寂，美方军机极少遇到反击。7月1至13日，美军出动286架次中型和重型轰炸机飞过九州并全身而退。战斗机极少遇到日本飞机，所以主要用于攻击交通基础设施和机会目标，其中至少有两次扫射平民。
远东航空军继续袭击日本南部机场和交通基础设施直到战争结束，第五航空队共出动138架次轰炸机空袭九州机场，第七航空队更达784架次。战斗机和轰炸机都攻击公路和铁路桥，鹿儿岛市频繁遇袭。7月31日至8月1日，第七航空队派-24轰炸机袭击长崎港的火车终点站。上述空袭主要打击战术目标，冲绳岛出发的战机还多次战略轰炸工业设施，其中8月7日空袭大牟田市煤炭液化厂的行动以失败告终。8月5日，第五和第七航空队派轰炸机燃烧弹空袭垂水市，8月10日和11日分别轮到熊本市与久留米市。8月12日，远东航空军最后一次空袭日本，8月14日虽有战机出动，但尚未抵达目标便被召回。第五和第七航空队7至8月共出动6435架次战机攻击九州目标，日军高射炮和战斗机共击毁43架来犯敌机。

## 日军回应

### 空防
日本的空防无力阻止盟军空袭。该国陆基雷达覆盖范围小，海军哨艇又面临盟军打击，发现-29轰炸机来袭后守御部队只有一小时响应时间。日本信号情报部队虽能窃听敌机无线电通信延长预警时间，但却无从判断袭击目标。战斗机部队没有足够时间在敌方来袭前爬升到轰炸机巡航高度，美军大部分空袭只遇到少量飞机拦截。更重要的是，美军轰炸机的飞行高度和速度都超过大部分日本战斗机。日军战斗机即便将敌机距离拉入机炮射程，坚固的-29轰炸机往往也能承受大量损伤。拦截和击落-29轰炸机都如此困难，日本战斗机飞行员越来越没有信心。1944年8月，日本战机不时自杀式冲撞-29轰炸机，10月该国建立多个专门的神风特攻战斗机编队。战争结束时，自杀式冲撞战术共摧毁九架超级堡垒轰炸机，撞伤13架，日军为此损失21架战斗机。

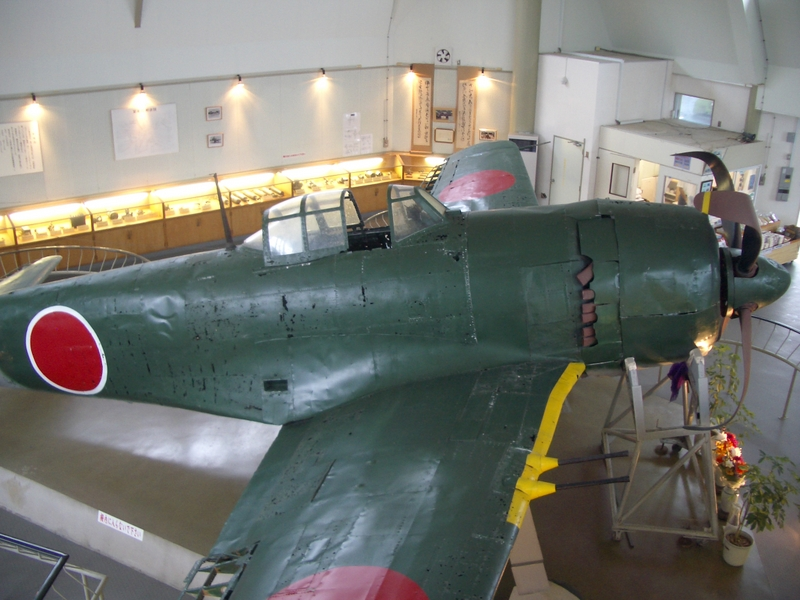
修复后保存至今的紫电改战斗机，1945年7月24日，第343海军航空队六名飞行员驾驶的飞机在丰后水道上空被击落，这很可能是其中一架

1944年下半年到1945年初，日本列岛的空战最为激烈。-29轰炸机首度袭击东京后，大日本帝国海军航空队负责空防的战机激增，12厘米高射炮全部用于拱卫首都。1944年11月24日至1945年2月25日，负责防卫日本主要工业区的战斗机频繁拦截美军空袭，一度重创来犯部队，但能够出动的战斗机在1945年1月下旬明显减少。军种对立严重阻碍日军空防效率，陆军飞行战队和海军航空队协调不力。1945年3月，美军开始夜间空袭直到战争结束，日本战斗机对此缺乏有效对策，击落的美军飞机很少。
1945年4月，盟军空袭遭遇的抵抗大幅减少。日本直到4月15日才设立河边正三大将领导的航空总军，统一调配日本陆军飞行战队和海军航空队空防部队，但此时日军战斗机部队已因战斗和训练事故伤亡惨重，战斗力大幅下挫。剩下的飞行员素质不理想，-29轰炸机又有-51战斗机护航，日军高级将领于四月决定保存战斗机实力，来日用于抵抗盟军入侵，故而此后的盟军空袭极少遇到拦截。1945年日本经济崩溃，导致弹药严重短缺，高射炮部队难以发挥。更重要的是，大部分高射炮设在主要工业区附近，中小城市面对空袭几乎无从反抗。六月下旬大本营决定恢复打击盟军轰炸机，但国内已经没有足够的飞行员，战术转变无法取得实效。航空总军掌控的战斗机数量在六至七月达到顶峰，但也只有五百余架，而且大多数前线部队能够出击的飞机很少。战争结束前几周，日本空防基本不起作用，超级堡垒轰炸机如入无人之境，李梅事后回忆，这段时间“驾驶-29轰炸机在日本上空作战比在美国训练还安全”。
日军战斗机共击落74架-29轰炸机，高射炮54架，高射炮和战斗机联合击落19架。日本陆军飞行战队和海军航空队守御日本期间共在战斗中损失1450架飞机，另有2750架毁于其他原因。

### 虐待战俘

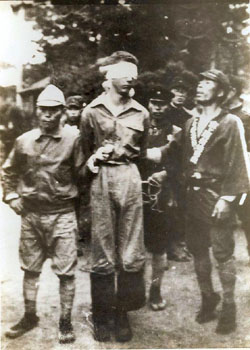
1945年7月，日军击落的B-29轰炸机飞行员幸免于难，但遭当地居民俘虏后痛加折磨

盟军飞行员在战机坠毁后即使侥幸生还，被日本人俘虏后也大多会遭受虐待。虽然国际上还没有任何条约或文书禁止飞机攻击平民，但日本內閣还是在1944年9月8日决定把无差别轰炸定为战争罪。日本人将俘虏的盟军飞行员送上法庭受审，其中有些被处极刑。各军区处决战俘的频率差异很大，东武区（武藏國东部，包括东京）没有处决；東海地方、中部地方和西武区（武藏国西部）往往短暂审讯后就处死战俘，有时甚至直接由宪兵草率处决。大日本帝国陆军人员就在福冈市处死33名美国飞行员，其中15人是在日本政府8月15日宣布投降后不久斩首。盟军飞行员如果被暴民俘虏，往往日本军人尚未赶到就被杀害。此外，日本宪兵还对大部分俘虏的-29轰炸机人员刑讯逼供。
约545名盟军飞行员在日本列岛（不包括千岛群岛和小笠原群岛）被俘，暴民杀害29人，军队处决132人。94人关押期间因其他因素死亡，其中5月25至26日东京遇袭时日本人故意把战俘留在监狱就导致52人丧生。5月5日因飞机击落被俘的美军飞行员有六到八人被送到九州帝国大学活体解剖。五月到六月上旬，石山福二郎教授等人四次执行活体解剖，西部军司令部协助安排此类手术。战争结束后，许多导致盟军飞行员死亡的日本人被送上横滨战争罪行法庭审判，多人被判死刑，其他判刑入狱。

## 原子弹和最后的空袭

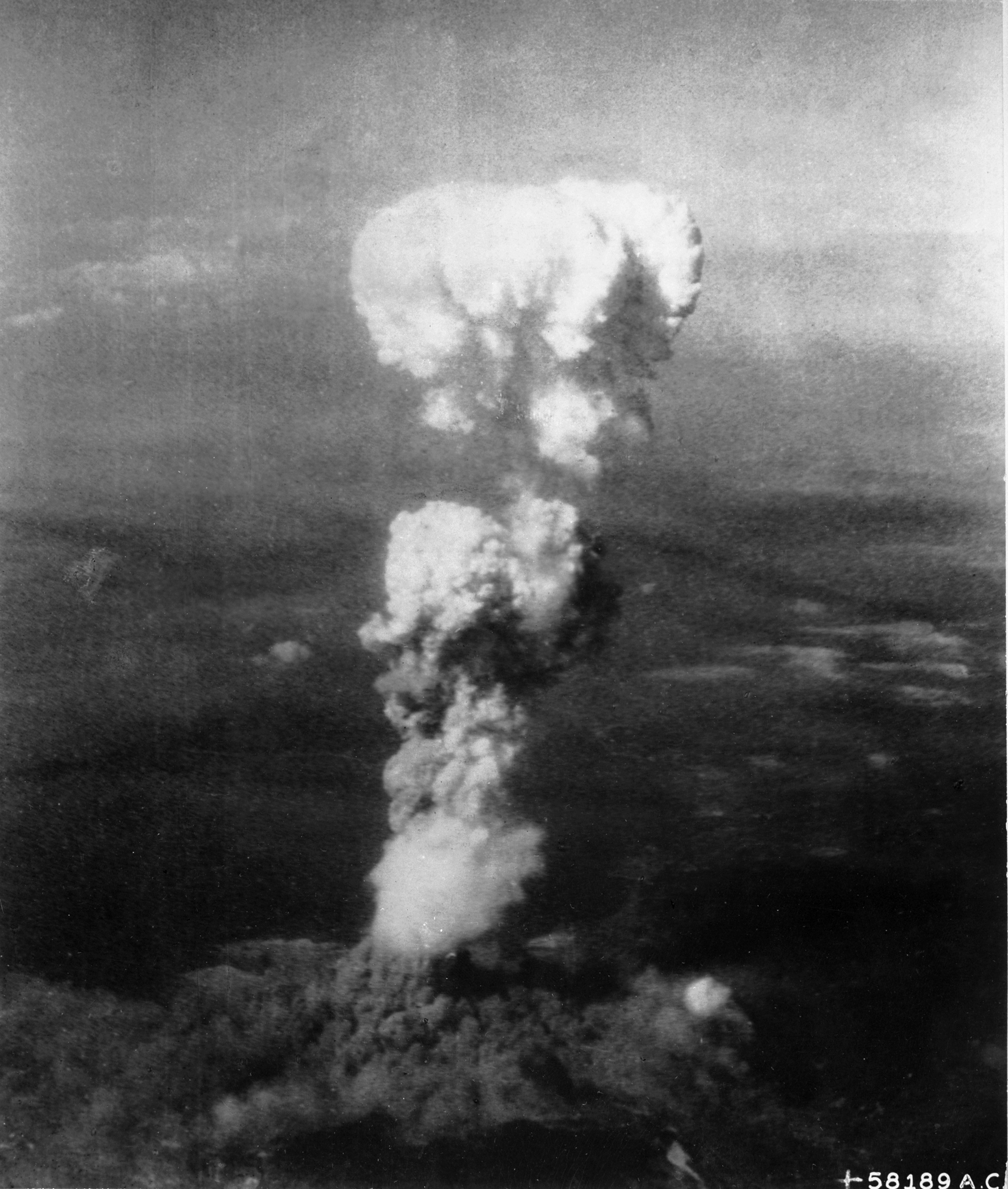
1945年8月6日原子弹在广岛爆炸形成蘑菇雲

1942年，美国在英国及其他盟国协助下启动“曼哈顿计划”，投入大量资源研发核武器。1944年12月，美国陆军航空军组建保罗·蒂贝茨上校执掌的第509混合飞行大队，负责在核武器面世后投弹，部队1945年5至6月在天宁岛部署。7月16日，首次核弹试验“三位一体”圆满完成。四天后，专为第509混合飞行大队改装的“銀盤計畫”-29轰炸机开始按空袭日本城市需求试飞，每次机上都载有高爆“南瓜”炸弹，7月24、26和29日继续试飞。日军战斗机没有尝试拦截，第509混合飞行大队高达9100米的投弹高度也超出大部分高射炮火力所及。7月24日，哈里·S·杜鲁门批准使用原子弹打击日本，斯帕茨次日收到书面指令，要求8月3日发动首次原子弹空袭，在廣島市、小倉市、新潟市和长崎市任选目标大日本帝国前首都京都市也曾是计划目标，但亨利·刘易斯·史汀生认为京都市颇具文化价值，故而改为长崎，京都还因同样原因免遭燃烧弹空袭。7月26日，美国、英国和中国发布《波茨坦公告》，要求日本无条件投降，否则国家将万劫不复，日本政府7月28日拒绝盟军要求。
当地时间8月6日上午8点15分，蒂贝茨驾驶艾諾拉·蓋號轟炸機在广岛市中心投下“小男孩”原子弹，爆炸夺走数万人的生命并摧毁约12平方公里建筑。参与行动的六架美国飞机毫发无伤返回马里亚纳群岛。战后估算此次空袭造成6.6至8万人死亡，6.9至15.1万人受伤。数万人后来死于核辐射及其他伤势，估计1945年这枚原子弹共导致14万人丧生，而且总计遇难人数估计最高达23万。此外，爆炸还令17.1万幸存者流离失所。
杜鲁门总统在空袭后发布通告，宣布美国会用原子弹再度轰炸广岛，并将继续空袭日本工业设施和交通运输网。声明中还警告日本如不接受《波茨坦公告》无条件投降，将面临“地球上从未出现过的毁灭之雨”。两天后，八幡市和福山市遭遇日间燃烧弹空袭，八幡市两成一的城区被毁，福山市至少有七成三。日本军机拦截空袭八幡市的敌机，击落一架-29轰炸机和五架护航的-47战斗机，己方损失约12架战斗机。

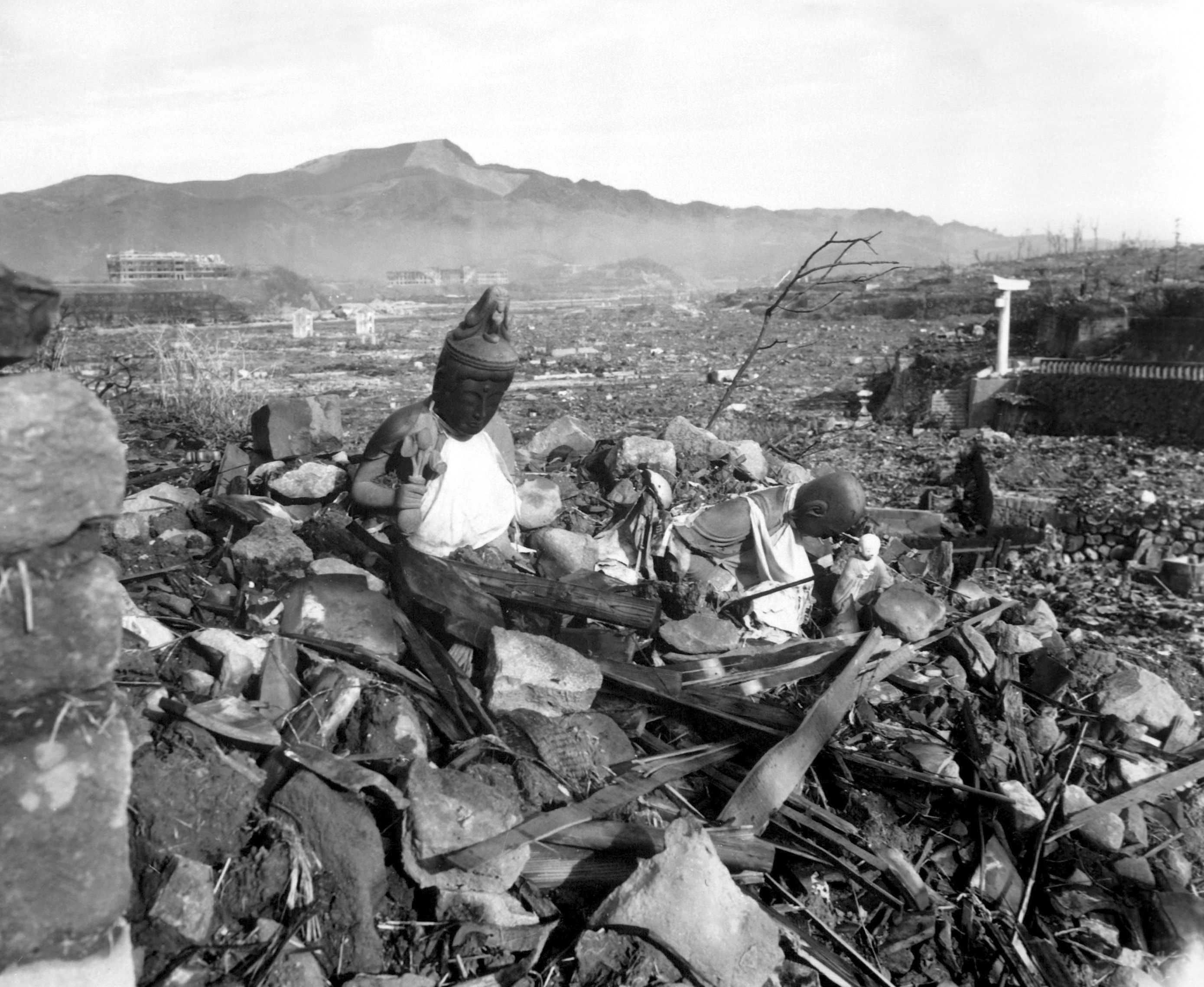
原子弹爆炸六周后的长崎

8月9日，-29轰炸机改装的博克斯卡号轰炸机携带“胖子”原子弹前往小仓市投弹，但小仓上空烟雾和阴霾弥漫，驾驶员查尔斯·斯威尼（Charles Sweeney）上校决定轰炸次要目标长崎市。飞机在当地时间上午10点58分投弹，爆炸当量两万吨，摧毁浦上区3.8平方公里建筑。20世纪90年代末，日本发布的官方数据宣称此次空袭造成十万余人死亡。轰炸令长崎工业生产陷入瘫痪，钢铁停产一年，电力持续两个月大幅削减，武器生产同样大幅减少。参加行动的所有美国飞机安全返航。8月9日苏联进攻满洲，红军迅速推进。-29轰炸机这天向日本城市空投三百万份传单，警告天皇如不终止战争，盟军会用原子弹摧毁日本所有战争资源。此时预计第三枚原子弹会在八月结束前完成，按照计划11月结束前还将制出八枚。美国陆军参谋长乔治·卡特莱特·马歇尔五星上将主张不再用原子弹轰炸城市，改为打击战术目标支援地面进攻。
8月10日，日本政府开始和同盟国谈判投降条件。在此期间盟军极少出动-29轰炸机袭击日本，只有8月9日晚至10日凌晨第315轰炸联队打击石油设施，8月10日白天又精确轰炸东京工厂。8月11日，杜鲁门总统下令暂停攻势，以免外界以为和谈失败。斯帕茨当天发布新目标指令，要求将来如果恢复进攻就不再以轰炸城市为主，着重打击交通基础设施。8月13日，超级堡垒轰炸机向日本城市投放传单，上书日本政府提出的投降条件。谈判停滞不前，斯帕茨8月14日接到恢复轰炸的命令。阿诺德要求尽可能加大空袭力度，希望太平洋战略航空军出动一千架战机攻击东京等地，最后实际派出的包括828架-29轰炸机，另有186架战斗机护航（共1014架战机），白天精确空袭岩国、大阪和床山的目标，晚上燃烧弹轰炸熊谷市和伊勢崎市。驻冲绳岛的第八航空队部队尚未攻击日本，杜立特中将认为战争实际上已经结束，不想部下再冒生命危险，所以决定不参与空袭。8月15日正午，昭和天皇通过广播宣布日本投降，盟军此后没有再派重型轰炸机袭击该国。

## 战后

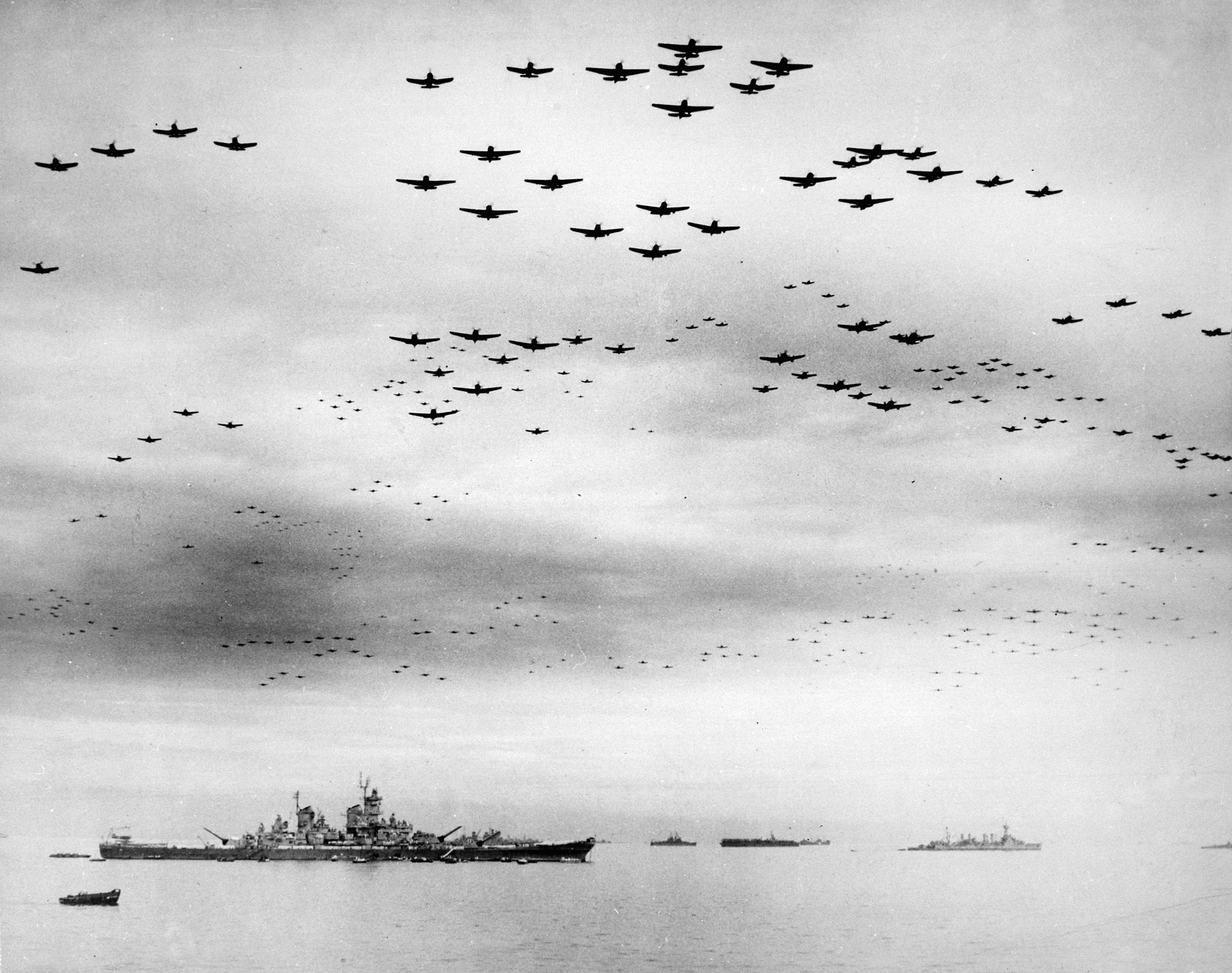
日本投降后，1945年9月2日美国海军舰载机从东京湾的盟军舰队上空飞过

日本政府决定投降后的几周内，盟军极少再在日本领空行动。8月17至18日，盟军B-32统治者轰炸机（Consolidated B-32 Dominator）从冲绳岛起飞执行侦察任务期间在东京附近遭大日本帝国海军航空队战斗机袭击。8月17日，第二十航空队开始负责向日本、朝鲜半岛和中国关押的盟军战俘营提供补给，直到战俘全部转移。李梅所部十天后开始空投物资并持续到9月20日，共出动近千架次-29轰炸机，运送约4500吨补给。共八架飞机坠落，还有一架在朝鲜半岛上空被苏联战斗机打伤。盟军空袭日本期间一直在该国上空执行任务的三维摄影侦察中队（3d Photographic Reconnaissance Squadron）继续出动，拍摄日本列岛照片并绘制地图。斯帕茨命令-29轰炸机和战斗机从8月19日开始持续在东京地区巡逻飞行展示武力，直到举行正式投降仪式。这些行动因天气恶劣和后勤问题推迟，直到8月30日才配合道格拉斯·麦克阿瑟五星上将和美国陆军第11空降师（11th Airborne Division）飞抵厚木海軍飛行場首度执行。次日盟军又开展类似巡逻飞行，9月2日正式投降仪式在东京湾停靠的密苏里号战列舰举行，462架-29轰炸机联合大量海军舰载机从海湾内的盟军舰队上空飞过。
战争结束后，盟军航空部队参与占领日本。8月30日，远东航空军高层开始抵达厚木海军飞行场；九至十月，第五航空队在日本列岛各地驻扎。除运送驻日盟军外，第五航空队还在日本和朝鲜半岛上空武装巡逻，并多次执行拍照侦察和地图绘制任务。澳大利亚皇家空军、英國皇家空軍、印度空軍、紐西蘭皇家空軍、美国海军、美国海军陆战队航空队都进驻日本执行占领任务。日本没有抵抗盟军占领，1945年末，驻日盟军航空部队开始逐渐减少。
战争结束后，日本重建遭遇轰炸的城市。战事破坏、军人复员，以及海外侨民归国致使日本出现420万套房屋的巨大缺口，结合食品短缺共同导致大量平民在恶劣条件下苦苦挣扎。1945年9月，日本政府表示会向背井离乡的平民提供30万间小型临时住房，这年和1946年的政策重心还是阻止人们返回受灾城市。1946年，115个城市开始重建，日本政府为重建工作制订准则。盟军占领当局不参与城市重建，觉得日本作为战败国马上大兴土木不大合适，但也没出手干涉。不过，占领军征用土地和建筑，并要求日本政府优先考虑为安置盟军人员修建房屋之举对重建形成干扰。许多城市的重建都伴随土地调整过程，旨在改善城区布局，但各地重建和调整工作成效差别很大。整体而言，大部分新建筑质量很差，直到战争过后多年后才经重大市區更新项目改善。

## 评估

### 伤亡和破坏
盟军空袭日本造成数十万人丧生，不同来源估计的伤亡人数差异很大。大部分伤亡和破坏都是美国第二十航空队引发。空袭日本文献最常引述的数据源自美国战略轰炸调查团报告：《轰炸对日本卫生和医疗的影响》（The Effects of Bombing on Health and Medical Services in Japan），估计33.3万日本人丧生，47.3万人受伤，报告中还估计两次原子弹空袭导致12万人遇难，16万人受伤。美国战略轰炸调查团另一份报告《战略轰炸对日本士气的影响》（The Effects of Strategic Bombing on Japanese Morale）引述日本研究组通过统计抽样法得出的数据，比前一份报告要高得多，估计90万人死亡，130万人受伤，部分文献引用这份数据。美国战略轰炸调查团认为日本研究组的统计方法不够科学，而且研究人员无法算出估计值可能存在的误差比例。1949年，日本政府估算本土空袭共导致32万3495人丧生。大量存放政府文献的建筑被空袭摧毁，进一步导致伤亡人数难以准确估值。第二十航空队空袭日本期间共损失414架-29轰炸机，2600余名轰炸机机组人员遇难，其中包括死亡的战俘，另有433人受伤。
以下表格是不同来源估算的日本空袭伤亡数据：
| 来源                               | 估计日本伤亡                                                      |
| ---------------------------------- | ----------------------------------------------------------------- |
| 美国战略轰炸调查团医疗组（1947年） | 《轰炸对日本卫生和医疗的影响》，33.3万人丧生，47.3万人受伤        |
| 美国战略轰炸调查团士气组（1947年） | 《战略轰炸对日本士气的影响》，90万人死亡，130万人受伤             |
| 日本政府（1949年）                 | 32万3495人丧生                                                    |
| 芝加哥大学出版社（1953年）         | 《太平洋：从马特霍恩到长崎》，约33万人遇难，47.6万人受伤          |
| 约翰·W·道尔（1986年）              | 《无情之战：太平洋战争中的种族与强权》，约39万3367人死亡          |
| 《原子科学家公报》（1995年）       | 约50万人丧生                                                      |
| 菲利普·梅林格（1999年）            | 《-29对日空中战役》，约40万平民遇难                               |
| 埃德温·帕尔默·霍伊特（2000年）     | 《地狱：1945年3月9日至8月15日火攻日本》，30万平民死亡，50万人受伤 |
| 高木晃治、亨利·境田（2001年）      | 《日本陆军飞行战队的-29猎手》，24万1309人丧生，21万3041人受伤     |
| 巴雷特·蒂尔曼（2010年）            | 《旋风：1942至1945年对日空战》，至少33万人丧生                    |
| 理查德·弗兰克（2013年）            | 《炸弹的长期影响》，约42.5万人遇难                                |

盟军轰炸重创日本工业产能，六百余家大型工厂被毁或破坏严重，产量大幅下跌。工人因空袭缺勤，令情况雪上加霜。1944年下半年开始盟军的海上封锁对日本经济全面崩溃影响很大，所以不可能准确计算空袭造成的损失数额。美国战略轰炸调查团收集的统计数据表明，-29的出动架次与不同行业工业产能下降额度成正比，但这其中还有其他因素影响。除重型轰炸机空袭外，盟军航母还扰乱日本沿海运输来加强封锁，但海军战机载弹量不足，无法重创日本工厂。空袭加剧1945年日本水稻歉收，大米短缺导致大批平民营养不良，如果战争继续必将发生大规模饥荒。从经济角度统计，盟军空袭并打击商船共计摧毁日本四分之一到三分之一的财富。
空袭对日本城区造成大面积破坏，66个城市遭遇区域轰炸，摧毁的城区面积约占四成之多，其中包括约250万套住房，令850万人流离失所。城区遇袭严重打击日本人的士气，战后美国战略轰炸调查团的社会统计调查结果表明，盟军空袭是日本人明白国家已输掉战争最重要的原因。战争结束前的几个月里，空袭还加剧日本社会结构恶化。不过，盟军空袭还不足以打垮日本平民的士气，战后民意调查表明大部分日本人愿意在必要时继续战争。
盟军空袭对日本政府决定投降影响很大。美国战略轰炸调查团报告没有明确说明日本决定投降的原因，但大部分日本战时领导人受审时表示，本土空袭旷日持久是他们决定结束战争最重要的原因。首相鈴木貫太郎表示，-29轰炸机的常规空袭、《波茨坦公告》和原子弹轰炸共同影响，促使政府开始与同盟国谈判。昭和天皇声称，盟军攻势破坏严重，日军无力抵抗入侵，还有苏联全面进攻，共同导致他同意投降。为促使日本投降，美国第二十航空队与盟国合作，在日本列岛投下16.08万吨炸弹，其中-29轰炸机投下14.7万吨。美军九成投弹量是在战争最后五个月达成。美国为空袭日本共耗费四十亿美元，远不及欧洲轰炸机行动花掉的三百亿美元，在美国3300亿美元二战总支出中占1.21%。

### 道德争议

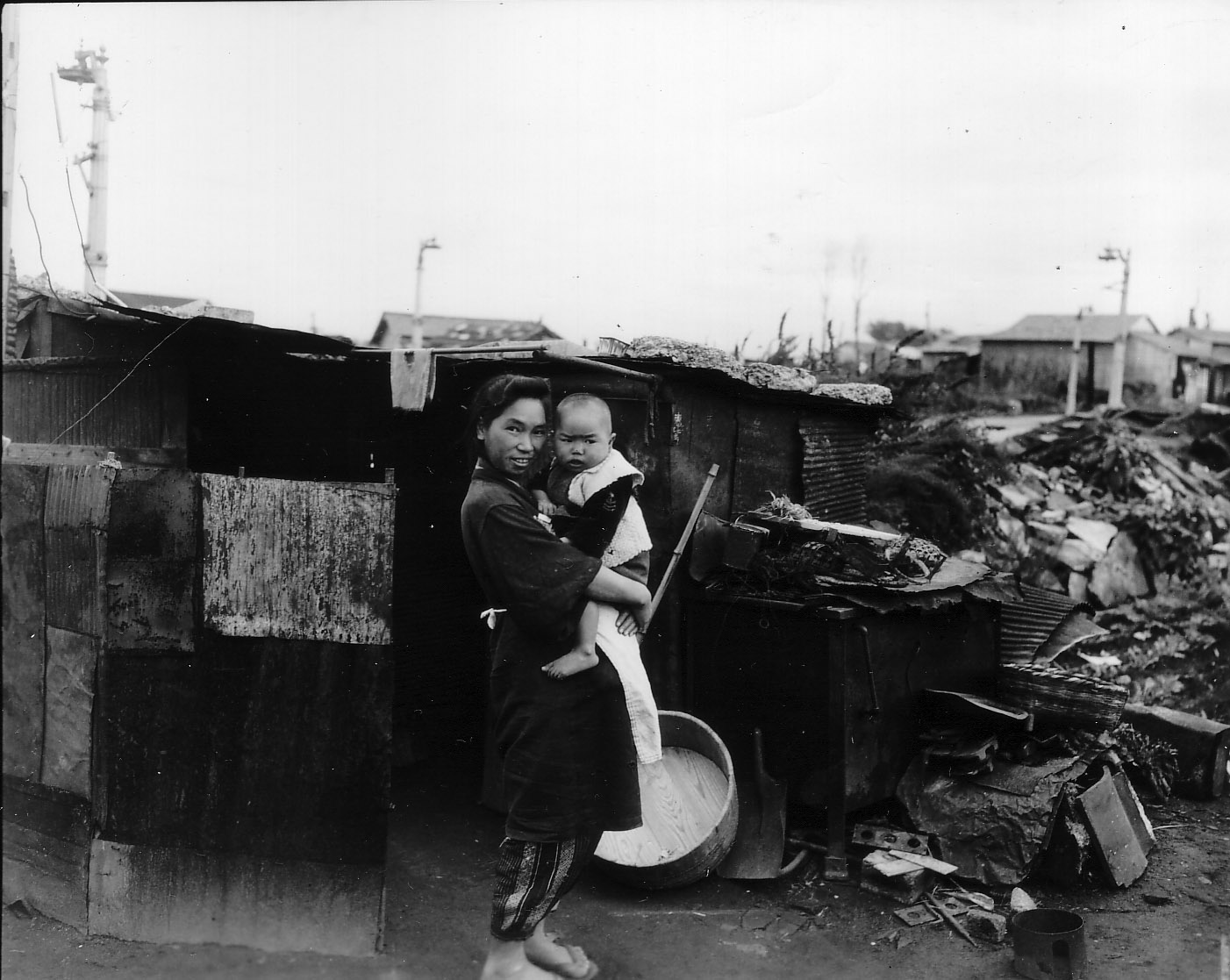
战争结束后，东京惠比壽炸毁民居前的母子

二战期间，美国公众认可轰炸德国和日本，极少数抱持批评态度的人也被斥为“不切实际”甚至“叛徒”。美国政府和军方部分人士认为轰炸行动在道德上有些站不住脚，但基本不会公开他们的看法。战争结束后，空袭日本是否道德出现争议。
争议的主要焦点是大量平民伤亡和财物损失。英国哲学家安东尼·克利福德·格雷林（Anthony Clifford Grayling）认为盟军针对日本和德国的区域轰炸从道德角度而言属于犯罪。马克·塞尔登（Mark Selden）声称，轰炸行动1945年夏达到高潮，“在屠杀人类的规模上可能依然无与伦比”。在他看来，盟军空袭如此之强存在多方面因素，如“技术突破、美国民族主义，杀害平民的道德和政治顾虑受到侵蚀，太平洋战场形成的种族主义思想很可能火上浇油”。埃德温·帕尔默·霍伊特（Edwin Palmer Hoyt）1987年的著作《地狱：1945年3月9日至8月15日火攻日本》（Inferno: The Firebombing of Japan, March 9 – August 15, 1945）指出，日本民众普遍认为，盟军轰炸平民之举是二战期间最严重的暴行。书中还称，盟军空袭德国大多采用精确轰炸，但对日本却采用燃烧弹，这其中很可能有反日情绪的影子。不过，历史学家理查德·弗兰克（Richard B. Frank）认为，如果德国城市也像日本城市一样不能有效应对火灾，而且德国战时经济情报也像日本战时生产设施情报一样缺乏，美军就会在欧洲采用燃烧弹轰炸战术。美国历史学家巴雷特·蒂尔曼（Barrett Tillman）也称，之前的精确轰炸效果不彰，区域轰炸已是美国陆军航空军唯一可行的战术。

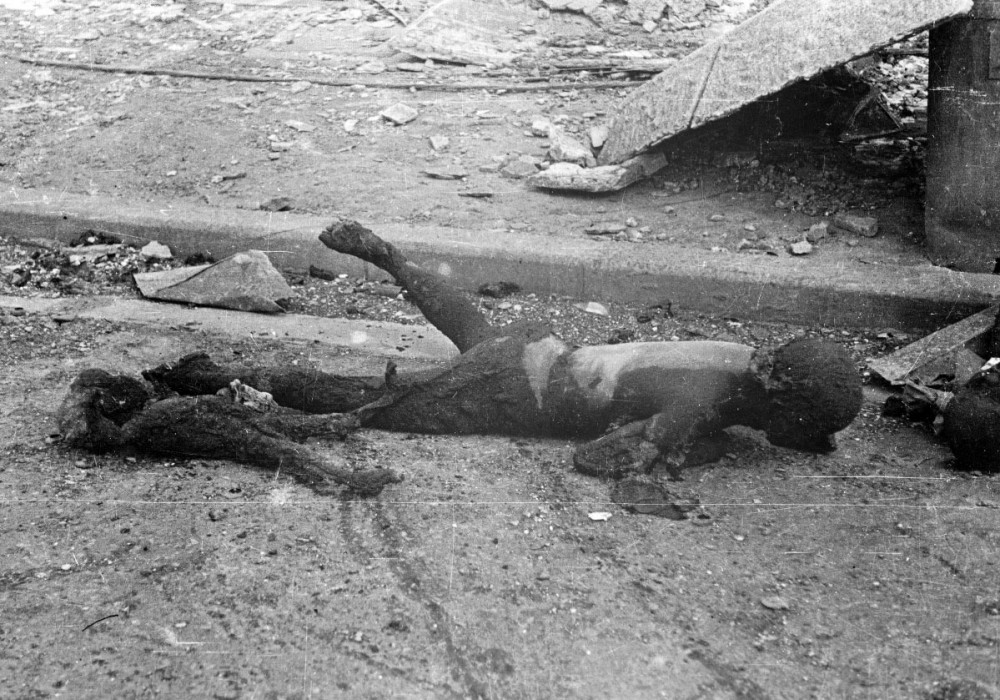
1945年3月10日东京遇袭后女人和背上小孩烧焦的遗体

学界在道德角度支持空袭日本城市的主要论点是缩短战争、挽救生命。美国战略轰炸调查团认定，即便不投放原子弹、苏联也不向日本宣战，战略轰炸和封锁能迫使日本在1945年结束前投降。历史学家巴特利特·克尔（E. Bartlett Kerr）抱同样看法，声称燃烧弹空袭日本大城市是天皇投降的关键因素。蒂尔曼指出，日本上空经常狂风肆虐，B-29轰炸机根本不可能在精确打击目标的同时又不对周边造成大面积破坏，所以区域轰炸无可避免。
原子弹轰炸引发的争议旷日持久。空袭后不久的民意调查表明八成五的美国民众支持使用核武器，经历这场战争的一代人认为两枚原子弹挽救数以百万计的生命。随着时间的推移，质疑和批评持续增加，许多人声称日本早晚都会投降，空投原子弹只是要威慑苏联或为“曼哈顿计划”找理由。1994年的民意调查显示，支持原子弹轰炸广岛和长崎的美国人已降至五成五。拉达宾诺德·巴尔是1947年远东国际军事法庭唯一反对为日本战犯定罪的法官，他的异议指出，日本领导人没有密谋实施暴行，原子弹轰炸是太平洋战争期间最显著的“肆意杀人”直接指令。此后，田中利幸、長谷川毅等日本学者一直主张动用原子弹道德有亏，构成战争罪。不过杜鲁门总统和新生代历史学家保罗·福塞尔等人认为，为促使日本投降，有必要用原子弹袭击广岛和长崎。
日本民众曾两次起诉日本政府，声称政府发动“鲁莽的战争”招来惨烈轰炸，还要求平民留在目标地区，应该赔偿损失并受谴责。2009年12月，東京地方裁判所驳回其中一项诉讼，声称绝大多数日本人都因战争损失惨重，不可能认定部分人士理应获赔偿。法官还指出，赔偿应由立法而非司法机构决定。2011年12月，大阪地方裁判所作出类似裁决，还称政府对待轰炸受害者的做法不违反宪法。判决指出，平民、军人和原子弹幸存者所获待遇没有“不合理的差距”，在“未立法采取补救措施的情况下”，政府做法“与其酌处权没有重大偏差”。

## 脚注
1. 1 2 3  Wolk (2004), p. 72
2. 1 2  Kerr (1991), p. 276
3. 1 2  Kerr (1991), pp. 280–281
4. ↑  Coox (1994), p. 417
5. ↑  Roosevelt 1942.
6. ↑  Tillman (2010), pp. 31–32
7. 1 2  Tillman (2010), p. 32
8. ↑  Romanus and Sunderland (1953), p. 24
9. ↑  Chun (2006), pp. 7, 30
10. 1 2  Tillman (2010), pp. 32–33
11. ↑  Foreign Histories Division, Headquarters, United States Army Japan (1980), Homeland Air Defense Operations Record, p. 1
12. ↑  Foreign Histories Division, Headquarters, United States Army Japan (1980), Homeland Air Defense Operations Record, pp. 1–2
13. ↑  Foreign Histories Division, Headquarters, United States Army Japan (1980), Homeland Operations Record, pp. 2–4
14. 1 2  Chun (2006), pp. 24–27
15. ↑  Foreign Histories Division, Headquarters, United States Army Japan (1980), Homeland Air Defense Operations Record, p. 7
16. ↑  Craven and Cate (1953), pp. 610, 623
17. ↑  Frank (1999), p. 48
18. ↑  Tillman (2010), pp. 142–143
19. ↑  Havens (1978), p. 155
20. 1 2  Zaloga (2010), p. 25
21. ↑  Li and Li (1998), p. 265
22. ↑  Doolittle Tokyo Raiders.
23. ↑  Coox (1994), p. 394
24. ↑  Tillman (2010), p. 7
25. ↑  Chun (2006), pp. 84, 88–91
26. ↑  Hoyt (1987), pp. 277–279
27. ↑  Mitter (2014), p. 263
28. ↑  Horn (2005), pp. 205–206
29. ↑  Coles and Olson (1951), pp. 387–391
30. ↑  Tillman (2010), pp. 273–275
31. ↑  Coles and Olson (1951), p. 401
32. ↑  Correll (2009), pp. 62–63
33. ↑  Craven and Cate (1953), pp. xiii, 65
34. 1 2  Haulman (1999), p. 10
35. ↑  Bell (2014), pp. 45–46
36. ↑  Craven and Cate (1953), pp. 75–79
37. ↑  Tillman (2010), p. 41
38. ↑  Tillman (2010), p. 45
39. ↑  Tillman (2010), pp. 43–44
40. ↑  Kerr (1991), pp. 60–61
41. ↑  Foreign Histories Division, Headquarters, United States Army Japan (1980), Homeland Operations Record, p. 17
42. 1 2  Foreign Histories Division, Headquarters, United States Army Japan (1980), Homeland Air Defense Operations Record, p. 11
43. 1 2 3  Craven and Cate (1953), p. 172
44. ↑  Foreign Histories Division, Headquarters, United States Army Japan (1980), Homeland Operations Record, p. 19
45. ↑  Zaloga (2010), p. 52
46. ↑  Coox (1994), p. 408
47. ↑  Kerr (1991), pp. 61–64
48. ↑  Zaloga (2010), p. 27
49. ↑  Tillman (2010), pp. 142–146
50. 1 2 3  Dear and Foot (2005), p. 484
51. ↑  Havens (1978), pp. 158–159
52. ↑  Havens (1978), p. 158
53. ↑  Correll (2009), p. 63
54. ↑  Craven and Cate (1953), p. 102
55. ↑  Spector (1984), pp. 490–491
56. ↑  Tillman (2010), pp. 53–56
57. ↑  Hoyt (1987), p. 363
58. ↑  Tillman (2010), pp. 58–65
59. ↑  Tillman (2010), p. 65
60. ↑  Correll (2009), p. 65
61. ↑  Craven and Cate (1953), pp. 165–175
62. ↑  Ehrman 1956a，第429頁.
63. 1 2  Ehrman 1956b，第212頁.
64. ↑  Ehrman 1956b，第214–216頁.
65. ↑  Tillman (2010), p. 68
66. ↑  Tillman (2010), pp. 71–75
67. ↑  Fagg (1983), p. 305
68. ↑  Tillman (2010), pp. 77–79
69. ↑  Craven and Cate (1953), pp. 555–556
70. ↑  Craven and Cate (1953), pp. 553–554
71. ↑  Craven and Cate (1953), pp. 559–560
72. ↑  Craven and Cate (1953), pp. 581–582
73. ↑  Horn (2005), pp. 205–207
74. ↑  Frank (1999), pp. 54–56
75. ↑  Kerr (1991), pp. 108–109
76. ↑  Craven and Cate (1953), pp. 564–565
77. ↑  Kerr (1991), pp. 117–118
78. ↑  Craven and Cate (1953), p. 564
79. ↑  Kerr (1991), pp. 118–119
80. ↑  Craven and Cate (1953), pp. 566–568
81. ↑  Craven and Cate (1953), pp. 565–568
82. ↑  Tillman (2010), p. 99
83. ↑  Havens (1978), pp. 159–161
84. ↑  Craven and Cate (1953), pp. 568–570
85. ↑  Tillman (2010), pp. 99–100
86. ↑  Craven and Cate (1953), pp. 570–573
87. 1 2  Haulman (1999), p. 22
88. ↑  Craven and Cate (1953), pp. 575–576
89. ↑  Hastings (2007), p. 319
90. ↑  Wolk (2010), pp. 112–113
91. ↑  Downes (2008), p. 125
92. ↑  Craven and Cate (1953), pp. 610–611
93. ↑  Glines 1990.
94. ↑  Craven and Cate (1953), p. 485
95. ↑  Neer (2013), p. 56
96. 1 2  Downes (2008), p. 126
97. ↑  Wolk (2004), p. 73
98. ↑  Kerr (1991), pp. 145–146
99. ↑  Wolk (2010), p. 124
100. ↑  Huston (1995), pp. 171, 173
101. ↑  Dorr (2002), p. 36
102. ↑  Wolk (2010), p. 125
103. ↑  Frank (1999), pp. 64–66
104. ↑  Tillman (2010), pp. 149–153
105. 1 2  Kerr (1991), p. 207
106. ↑  Ferguson (2007), p. 573
107. ↑  Frank (1999), pp. 66–67
108. ↑  Frank (1999), pp. 68–69
109. ↑  Hastings (2007), p. 330
110. ↑  Frank (1999), p. 69
111. ↑  Szasz (2009), p. 534
112. ↑  Craven and Cate (1953), pp. 623–627
113. ↑  Frank (1999), p. 304
114. ↑  Tillman (2010), pp. 156–157
115. ↑  Coox (1994), pp. 414–415
116. 1 2  Craven and Cate (1953), p. 631
117. ↑  Craven and Cate (1953), pp. 632–633
118. ↑  Frank (1999), p. 72
119. ↑  Craven and Cate (1953), p. 647
120. ↑  Tillman (2010), p. 164
121. 1 2  Kerr (1991), p. 226
122. ↑  Tillman (2010), p. 165
123. ↑  Kerr (1991), p. 225
124. ↑  Coox (1994), p. 424
125. ↑  Craven and Cate (1953), p. 636
126. 1 2  Craven and Cate (1953), p. 649
127. ↑  Craven and Cate (1953), p. 66
128. ↑  Tillman (2010), p. 167
129. ↑  Frank (2005), p. 224
130. ↑  Craven and Cate (1953), pp. 637–638
131. ↑  Craven and Cate (1953), pp. 638, 650
132. ↑  Craven and Cate (1953), p. 638
133. ↑  Craven and Cate (1953), pp. 638–639
134. ↑  Frank (1999), pp. 74–75
135. ↑  Craven and Cate (1953), p. 639
136. ↑  Craven and Cate (1953), pp. 639–640
137. ↑  Hoyt (1987), p. 398
138. ↑  Tillman (2010), pp. 172–173
139. ↑  Craven and Cate (1953), pp. 640–642
140. 1 2  Hastings (2007), p. 336
141. ↑  Craven and Cate (1953), pp. 642–644
142. ↑  Kerr (1991), pp. 261–262
143. ↑  Frank (1999), pp. 76–77
144. 1 2  Miller (2001), p. 460
145. ↑  Kerr (1991), pp. 258–260
146. ↑  Craven and Cate (1953), pp. 650–651
147. ↑  Craven and Cate (1953), p. 651
148. ↑  Craven and Cate (1953), pp. 651–652
149. 1 2  Craven and Cate (1953), p. 652
150. ↑  Craven and Cate (1953), pp. 653–654
151. ↑  Kerr (1991), p. 262
152. ↑  Craven and Cate (1953), pp. 654–655
153. 1 2 3  Craven and Cate (1953), p. 656
154. ↑  Craven and Cate (1953), pp. 674–675
155. ↑  Szasz (2009), p. 535
156. 1 2  Frank (1999), p. 153
157. ↑  Kerr (1991), pp. 267–268
158. 1 2 3  Craven and Cate (1953), p. 675
159. ↑  Craven and Cate (1953), pp. 658–661
160. 1 2  Tillman (2010), p. 240
161. ↑  Kerr (1991), p. 331
162. ↑  Frank (1999), p. 152
163. ↑  Carter and Mueller (1991), p. 727
164. ↑  Craven and Cate (1953), pp. 662–666
165. 1 2  Tillman (2010), p. 198
166. ↑  Craven and Cate (1953), pp. 668–670
167. ↑  Craven and Cate (1953), pp. 670–674
168. 1 2  Craven and Cate (1953), p. 754
169. ↑  Morison (1960), pp. 20–21
170. ↑  Morison (1960), pp. 22–25
171. ↑  Tillman (2010), pp. 123–124
172. ↑  Royal Navy (1995), p. 192
173. ↑  Morison (1960), pp. 94–95
174. ↑  Morison (1960), pp. 99–100
175. ↑  Tillman (2010), pp. 132–133
176. ↑  Morison (1960), pp. 272, 299
177. ↑  Morison (1960), p. 307
178. ↑  Morison (1960), p. 310
179. ↑  Royal Navy (1995), p. 214
180. ↑  Tillman (2010), p. 201
181. ↑  Morison (1960), pp. 310–311
182. ↑  Morrison (1960), pp. 311–312
183. ↑  Tillman (2010), p. 202
184. ↑  Frank (1999), p. 157
185. ↑  Frank (1999), pp. 157–158
186. ↑  Tillman (2010), p. 204
187. 1 2  Morison (1960), p. 314
188. ↑  Tillman (2010), pp. 209–211
189. ↑  Royal Navy (1995), p. 223
190. ↑  Craven and Cate (1953), p. 698
191. ↑  Tillman (2010), p. 217
192. ↑  Morison (1960), pp. 331–332
193. ↑  Morison (1960), p. 332
194. ↑  Morison (1960), pp. 334–335
195. ↑  Tillman (2010), pp. 242–244
196. ↑  Russ (2001), p. 22
197. ↑  Craven and Cate (1953), p. 634
198. ↑  Craven and Cate (1953), pp. 634–635
199. ↑  Russ (2001), p. 24
200. ↑  Russ (2001), p. 25
201. ↑  Craven and Cate (1953), pp. 695–696
202. ↑  Craven and Cate (1953), p. 696
203. ↑  Craven and Cate (1953), pp. 697–700
204. ↑  Zaloga (2010), p. 51
205. ↑  Zaloga (2010), pp. 52–53
206. 1 2  Zaloga (2010), p. 53
207. ↑  Coox (1994), pp. 404–405
208. ↑  Coox (1994), p. 413
209. ↑  Coox (1994), pp. 413–414, 426
210. ↑  Zaloga (2010), p. 54
211. ↑  Coox (1994), pp. 415–416
212. ↑  Coox (1994), p. 427
213. ↑  Coox (1994), pp. 415, 427
214. ↑  Coox (1994), p. 426
215. ↑  Zaloga (2010), pp. 54–55
216. ↑  Gómez 1998.
217. ↑  Takai and Sakaida (2001), p. 115
218. ↑  Kerr (1991), p. 250
219. ↑  Takai and Sakaida (2001), pp. 115–116
220. ↑  Francis (1997), pp. 471–472
221. ↑  Tillman (2010), p. 170
222. ↑  Takai and Sakaida (2001), pp. 113–114
223. ↑  Takai and Sakaida (2001), p. 114
224. ↑  Tillman (2010), pp. 171–172
225. ↑  Tillman (2010), p. 171
226. 1 2  Ienaga (1978), p. 189
227. ↑  Takai and Sakaida (2001), p. 116
228. ↑  Polmar (2004), pp. 17–20
229. ↑  Kerr (1991), p. 269
230. ↑  Polmar (2004), p. 25
231. ↑  Frank (1999), p. 262
232. ↑  Kerr (1991), pp. 268–269
233. ↑  Frank (1999), pp. 149–150
234. ↑  Frank (1999), pp. 232–234
235. ↑  Kerr (1991), p. 271
236. ↑  Polmar (2004), pp. 31, 33
237. ↑  Frank (1999), p. 286
238. ↑  Polmar (2004), p. 33
239. ↑  McCurry (2005), p. 441
240. ↑  Craven and Cate (1953), p. 723
241. ↑  Frank (1999), p. 269
242. ↑  Craven and Cate (1953), p. 655
243. ↑  Frank (1999), pp. 283–285
244. ↑  Craven and Cate (1953), pp. 719–720, 725
245. ↑  Hall (1998), p. 360
246. ↑  Hall (1998), pp. 360–361
247. ↑  Craven and Cate (1953), p. 720
248. ↑  Frank (1999), pp. 281–283
249. ↑  Szasz (2009), p. 537
250. ↑  Tillman (2010), p. 237
251. ↑  Giangreco (2009), p. 111–112
252. ↑  Kerr (1991), pp. 273–274
253. ↑  Frank (1999), pp. 302–303
254. ↑  Frank (1999), pp. 303–304
255. ↑  Frank (1999), pp. 313–314
256. ↑  Craven and Cate (1953), pp. 732–733
257. ↑  Frank (1999), p. 313
258. ↑  Miller (2008), p. 519
259. ↑  Kerr (1991), p. 275
260. ↑  Formal Surrender of Japan.
261. ↑  Tillman (2010), pp. 247–248
262. ↑  Tillman (2010), pp. 250–251
263. ↑  Craven and Cate (1953), p. 735
264. ↑  Cahill (2012), p. 19
265. ↑  Craven and Cate (1953), pp. 733–734
266. ↑  Craven and Cate (1953), p. 734
267. ↑  MacArthur (1950), pp. 268–270
268. ↑  MacArthur (1950), p. 270
269. ↑  Stephens (2001), p. 213
270. ↑  MacArthur (1950), p. 290
271. ↑  MacArthur (1950), pp. 270–277
272. ↑  Yorifusa (2003), pp. 22–23
273. ↑  Yorifusa (2003), pp. 24–25
274. ↑  Yorifusa (2003), pp. 25–26
275. ↑  Yorifusa (2003), pp. 19–21
276. ↑  Yorifusa (2003), pp. 30–31, 41
277. ↑  Hein (2003), p. 3
278. 1 2  United States Strategic Bombing Survey, Medical Division (1947), p. 143
279. ↑  Frank (1999), pp. 334, 435
280. ↑  Frank (1999), p. 435
281. ↑  Frank (1999), pp. 334–335
282. 1 2  Takai and Sakaida (2001), p. 110
283. ↑  United States Strategic Bombing Survey, Morale Division (1947), p. 1
284. ↑  Frank (1999), p. 334
285. ↑  Dower (1986), p. 298
286. ↑  The Bulletin of the Atomic Scientists (1995), p. 2
287. ↑  Meilinger (1999), p. 79
288. ↑  Hoyt (2000), p. xi
289. ↑  Tillman (2010), p. 256
290. ↑  Frank (2013), p. 21
291. ↑  Kerr (1991), pp. 278–279
292. ↑  Kerr (1991), p. 280
293. ↑  Craven and Cate (1953), pp. 752–753
294. 1 2  Tillman (2010), pp. 262, 264
295. ↑  Kerr (1991), p. 281
296. ↑  Dower (1999), p. 45
297. ↑  Craven and Cate (1953), p. 751
298. ↑  Kerr (1991), p. 282
299. ↑  Huston (1995), p. 178
300. ↑  Craven and Cate (1953), p. 756
301. ↑  Kerr (1991), pp. 292–293
302. ↑  Frank (1999), p. 345
303. ↑  Hall (1998), p. 366
304. ↑  Hastings (2007), p. 339
305. ↑  Dower (1986), p. 41
306. ↑  Grayling (2007), pp. 271–281
307. ↑  Tanaka and Young (2009), p. 87
308. ↑  Hoyt (1987), p. 388
309. ↑  Frank (1999), p. 336
310. ↑  Tillman (2010), p.263
311. 1 2  Johnson (1999), p. 86
312. ↑  Kerr (1991), pp. 291–293
313. ↑  Frank (1999), pp. 331–332
314. ↑  Dower (1986), pp. 37–38
315. ↑  Tanaka and Young (2009), pp. 7, 134
316. ↑  Damages suit over 1945 air raids on Osaka dismissed.

## 扩展阅读
- Dower, John W. . Diplomatic History. 1995-02-28, 19 (2): 275–295. doi:10.1111/j.1467-7709.1995.tb00658.x.
- Fedman, David; Karacas, Cary. . Journal of Historical Geography. 2012, 38 (3): 306–328. doi:10.1016/j.jhg.2012.02.004.
- Hadley, Gregory. . King's Lynn, United Kingdom: Paulownia Press. 2007. ISBN 978-0-9555582-1-4.
- Halsey, William F.; Bryan, Joseph. . London: Whittlesey House. 1947  [2021-01-02]. OCLC 747307493.
- Hoyt, Edwin P. . New York City: Van Nostrand Reinhold Company. 1982. ISBN 0-442-24751-6.
- Kennett, Lee B. . New York City: Scribner. 1982  [2021-01-02]. ISBN 0-684-17781-1.
- Kreis, John F.  (PDF). Kreis, John F.  (编).  (PDF). Washington, DC: Air Force History and Museums Program. 1996: 297–348  [2016-11-23]. ISBN 0160481872. （原始内容 (PDF)存档于2016-11-23）.
- LeMay, Curtis; Yenne, Bill. . Yardley, Pennsylvania: Westholme Publishing. 2007. ISBN 978-1-59416-039-4.
- Lindqvist, Sven. . New York City: Diane Publishing Company. 2000. ISBN 0-7567-6454-8.
- Mann, Robert A. . Jefferson, North Carolina: McFarland. 2009. ISBN 978-0-7864-4458-8.
- Overy, Richard. . London: Europa. 1980. ISBN 0-905118-53-7.
- Pape, Robert. . Cornell Studies in Security Affairs. Ithaca, New York: Cornell University Press. 1996. ISBN 0-8014-8311-5.
- Robertson, Gordon Bennett, Jr. . Mechanicsburg, Pennsylvania: Stackpole Books. 2006. ISBN 0-8117-3333-5.
- Schaffer, Ronald. . New York City: Oxford University Press. 1988  [2021-01-02]. ISBN 0-19-505640-X.
- Sherry, Michael S. . New Haven, Connecticut: Yale University Press. 1987  [2021-01-02]. ISBN 0-300-03600-0.
- Wetterhahn, Ralph. . Boston: Da Capo Press. 2004  [2021-01-02]. ISBN 0-7867-1360-7.